# Szedőgép

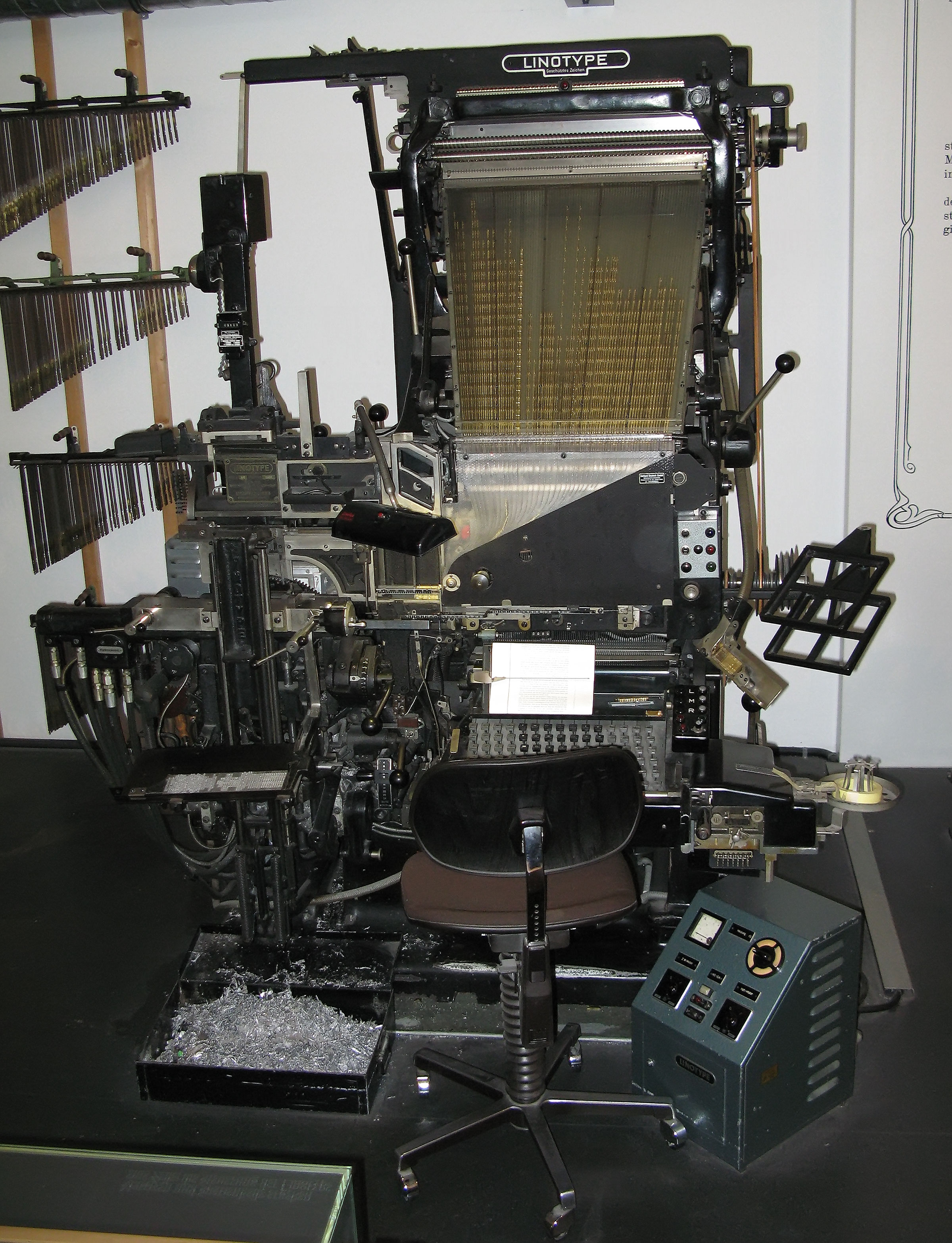
Linotype szedőgép 1965-ből

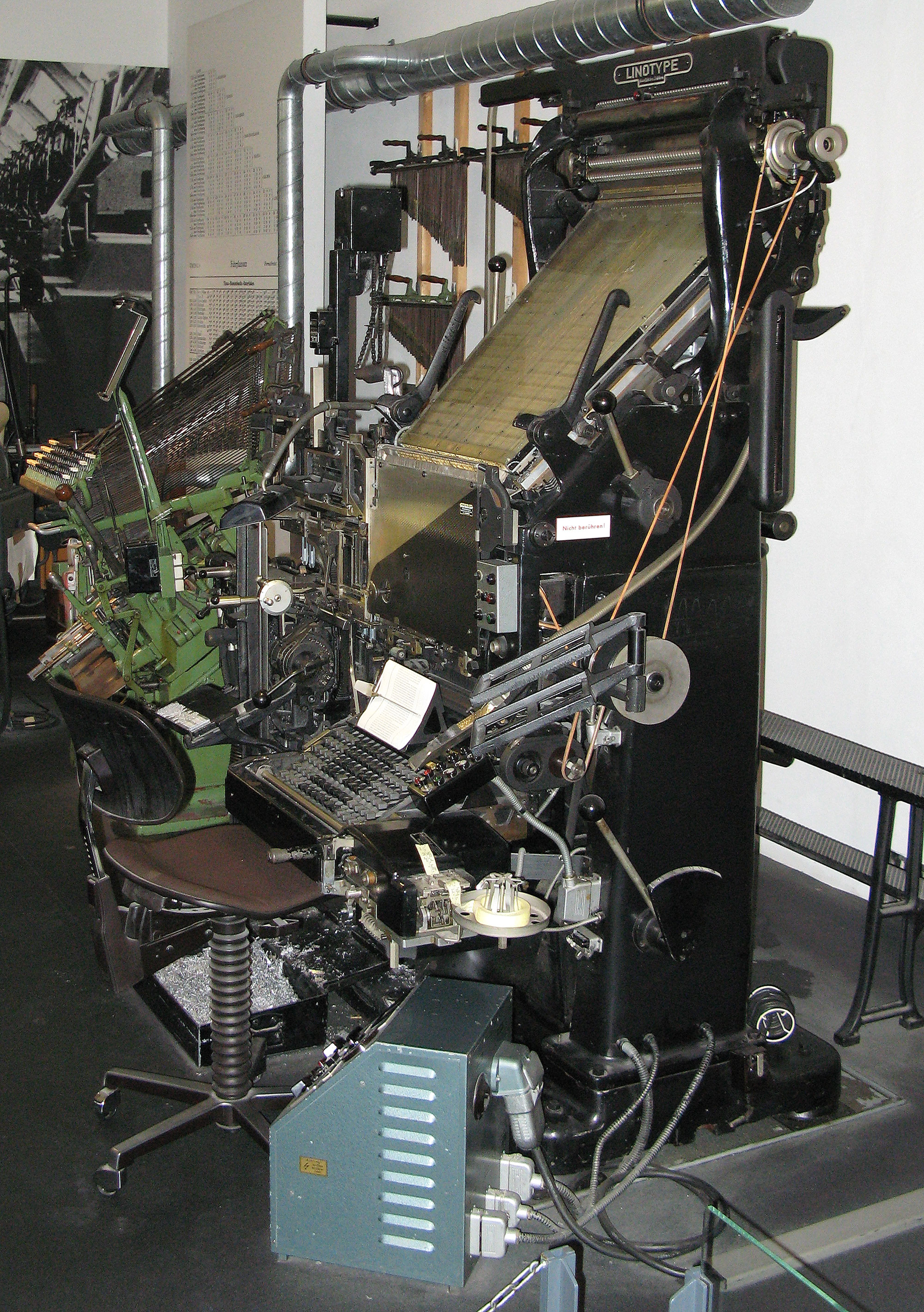
Ugyanez a gép oldalnézetből

A szedőgép olyan gép, melyet a betűszedő munkájának gyorsítása vagy éppenséggel megtakarítása céljából konstruáltak, a nyomdászatban volt használatos.

## Csoportosítás
A Pallas nagy lexikona a szedőgépeket a szerkezetük alapeszméje szerint az alábbi öt csoportra osztja. Vannak olyan gépek, melyek
1. egyszerűen csak a szedő munkáját könnyítik, illetve gyorsítják;
2. tulajdonképpeni betűszedőgépek;
3. olyanok, amelyek az előzően preparált kézirat után – legtöbbnyire a villamosság felhasználásával – szinte automatikusan működnek;
4. matricákat sajtoló és
5. sorokat öntő gépek.

Csaknem valamennyi szedőgép azonban egyszersmind klaviatúrás szerkezetű, vagyis olyan a szerkezete, hogy a betűjegyek vagy matricák egymás mellé sorozása billentyűk megnyomása útján történik. A szedő munkáját könnyíteni célzó szerkezet a Lagermann svéd mérnöktől feltalált typotheter. Ennek tölcsér a fő alkotórésze, amelybe a szedő a szekrényből kivett betűket ejti. A gépnek egyedüli előnye az, hogy a szedő két kézzel dolgozhat. A tölcsér alján rugók és fogócskák talpra állítják a betűt és továbbviszik a gyűjtőcsatornába, ahol hosszú sorokká alakul. E sorokat aztán a szedő kizáró készülék segítésével kizárja. A gép munkaképességének maximuma 4500 betű óránként.
Novák László A nyomdászat története című munkájában a következő szempontok alapján csoportosítja a szedőgépeket, eszerint vannak olyan szerkezetek és berendezkedések, amelyek:
1. Logotípiák útján igyekeznek könnyebbíteni s gyorsítani a betűszedőnek a munkáját. Tipikus példája ennek a Weiß -féle rendszer.
2. Kisebb betűsorzó, rendező, kizáró meg elosztó készülékek és munkagyorsító berendezések. Ilyen például a Lagerman-féle "Typotheter".
3. Matricákat és betűket sajtoló, ún. mechanostereotípiai szerkezetek. Ilyen a Hagemann gépe.
4. Jobbára közönséges öntödei betűkkel dolgozó ún. tulajdonképpeni betűszedő gépek. Ezekből van a legtöbb. Érdekes típusai: a Delcambre-, Alden-, Hattersley-, Kastenbein- és Thorne-féle szedő- és osztógépek.
5. Matricákat egymás mellé sorzó és róluk sorokat öntőgépek, mint például a Linotype, Typograph s Intertype.
6. Oly gépek, amelyek valamely írógépen lyuggatott avagy más módon előzetesen preparált kézirat után jóformán automatikusan szednek vagy öntenek egyes betűket. Érdekes típusaik a Monotype és Elektrotypograph.
7. Ebbe a csoportba számíthatjuk a fotografálás segítségével dolgozó Luminotype-féle gépeket, a nyomtatással kapcsolatosakat, a rádióval, telefonnal és fonográffal együttműködőket stb., amelyekkel azonban általában még nem igen jutottak túl a megtervezés stádiumán.

## Története és fejlődése
A szedés gyorsításának logotípiás alapon való megpróbálását már a tizennyolcadik század második feléről följegyezhettük. 1775 körül magának a francia kormánynak a megbízásából kísérleteztek többen a logotípiás szedéssel és Barletti de Saint-Paul húszezer franknyi jutalmat is kapott ilyen tárgyú találmányáért. 1785-ben a "Daily Universal Register" olyan logotípiákkal nyomtatódott; amelyeknek összeállítója a londoni szedő Johnson volt. 1800 körül a kézi sajtó vasból csinálója és a gipsz-stereotípia föltalálója: Charles Stanhope lord is foglalkozott a logotípiás szedői munkával.
Ezek az újítások azonban rövid életűek voltak; a dolog nem fizetődött ki, s a könyvnyomtatók megmaradtak a szedés századokon át megszokott módjánál. A logotípiák használatát megtaláljuk különben a szedőgépek némelyikénél is, így a Calendoli- és Vorreiter-Müllendorf-félénél és némi csekély mértékben még a Victorline soröntőnél is. Sőt mint azt Szergij Baltik 1924-es szabadalmánál láthatjuk: a kézi szedés gyorsítását egyesek még a 20. század első harmadában években is lehetségesnek tartották a logotípiák segedelmével.

### A 19. században
A 19. század a maga tömérdek érdekes szaktechnikai újdonsága közt elhozta a szedőgépet is. Nem a későbbi tökéletes formájában, mert hiszen száz meg száz jó föltalálónak kellett anyagi tekintetben elvéreznie, mire a mechanikai szedés gyakorlatias értékűvé kezdett válni, de sok-sok kísérletezéssel és tapasztalattal alapot teremtett a későbbi eredményekhez. Mint majd minden jelentős találmány: a modern szedőgép is egész föltalálói nemzedékek munkájából épült föl; aki a találmány hasznát learatta: már jobbára csak igen ügyes kompilátori munkát végzett. A Linotype és a Monotype apparátusain ott fénylenek a névtelen föltalálók izzadságcsöppjei is.
Már a 19. század eleje óta (1812) foglalkoztak újabb meg újabb szedőgépek szerkesztésével; egyik-másik be is vált a gyakorlatban, a legtöbbjük azonban drágasága és gyakran reparaturára szoruló volta miatt alig számíthatott elterjedésre. Annyi bizonyos, hogy egyes szedőgépek lényegesen több szedést produkálnak, mint a kézi munkával dolgozó betűszedő, ezeket először Amerikában és Angliában karolták fel.
Az első szedőgép föltalálója a londoni Benjamin Foster volt. 1815 körül már emlegették a találmányát. Ő maga azonban sok költségeskedés után beleunt ebbe a vállalkozásába, s a jobban kifizetődő festékgyártásra adta magát.
Foster után a lyoni Ballanche Pierre Simon tipográfus, a francia akadémiának későbbi kiváló tagja próbálkozott meg szedőgép konstruálásával 1821 körül. Művéről csupán annyit tudunk, hogy klaviatúrás szerkezetű volt. Tízesztendős munka után abbahagyta a kísérletezését. Ugyanebben az időben az amerikai Treadwill tanár is tervezett szedőgépet Cambridge-ben, Massachusetts államban.

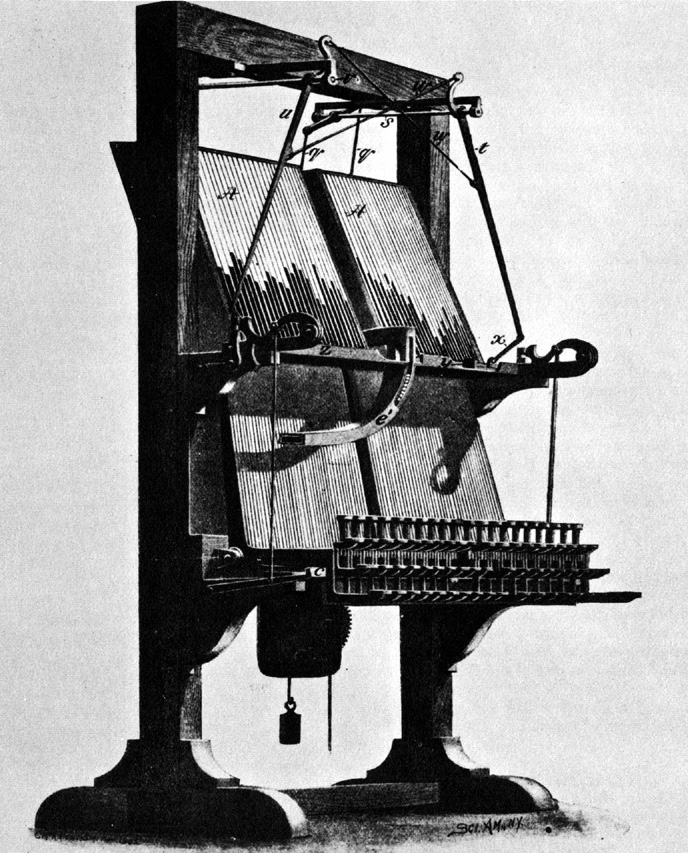
William Church szedőgépe

1822-ben a birminghami William Church mérnök szabadalmaztatta gépét, amely egyes betűket sorozott egymás mellé. A sorok kizárása kézzel történt. Osztó szerkezetről nem volt szó a szabadalomban.
1826-ban a francia szedő Lacroix foglalkozott a szedőgép ideájával, Gaubert párizsi matematikus pedig az első osztógépet akarta megszerkeszteni.
1829-ben Gallaschek György, a bécsi állami nyomdának szedője dolgozgatott valami "egyesített gyorsan szedő, nyomtató és osztó apparátus"-on.
1833-ban a magyar Kliegl József Péter szerkesztett szedőgépet. Hogy mifélét: nem igen tudjuk, mert szabadalmi leírás vagy ábra nem maradt fönn róla. Működését illetően annyi bizonyos, hogy a betűk saját súlyuk következtében igazodtak benne helyre, ami meglehetős sok zavarral s fönnakadással járhatott. Osztógépet is csinált Kliegl, s gépeit folytonosan tökéletesítve, az 1839-40-es országgyűlés idején Pozsony városban ki is állította azokat. A nemzeti védegyleti mozgalom idején ez mindenesetre nagy szenzációt kelthetett.
Még ma is fantasztikusan hangzik az az ismertetés, amelyet Kliegl gépeiről a Vaterlandischer Pilger egyik akkori számában olvashatunk: "Ennek a honi találmánynak nagyszerűségét a Kliegl támogatására alakult pesti bizottság egyhangúlag elismerte, s megbízta a feltalálót, hogy legelsősorban is az osztógépet készítse el teljesen. Ez a gép másfél óra alatt egy ívre való ciceró betűt lesz képes elosztani, amihez most tízszer annyi idő kell. A gép, amelyhez emberi erő nem kell és éjjel-nappal, mint valami óramű, magától tovább dolgozik: nyolcszorosan építendő. Kliegl úr azt állítja, hogy a gépe naponkint legkevesebb harminchat ívet fog elosztani! Ez az osztógép azonban a hallatlan gyors munkája következtében használhatatlan volna, ha nem állana összeköttetésben egy szedőgéppel. A már teleosztott szedőszekrények onnan elvétetnek és itt legott fölhasználtatnak. Az osztógép fogantyúval hozatik mozgásba; a szedőgép, mint a zongora, klaviatúrával van ellátva. Ezen a szedő csak játszik. Fölötte elmés s valóban csudálatra méltó a szerkezete, aminek következtében a szedés olyan gyorsan halad, akár a beszéd. Ez nem túlzás. Ez valóság. De a szerény föltaláló pontosan számít, s mindig csupán a minimumot veszi. Szerinte a gyakorlatlan és lassú szedő is képes lesz másfél óra leforgása alatt egy ciceró-betűs ívet megszedni. Ehhez azután már csak egy gyermek kell, aki a kész szedést a gépből folyvást kiemelgeti. A föltaláló abban a biztos reményben él, hogy a legrövidebb idő alatt mind a két gépet teljesen el fogja készíteni. Legelőször is a magyar nyelv számára valókat építi meg. Aztán jön majd csak a német. Minden nyelv ugyanis csekélyebb szerkezeti változtatásokat kíván meg a gépen. A föltalálót egy orosz nyelvű szedéshez való gépnek a megszerkesztésére is fölkérték már s ő ezt meg is csinálja."
Kliegl találmányát a pozsonyi országgyűlésre egybegyűlt karok és rendek is fölkarolták, s Beöthy Zsigmond lelkes beszédben ajánlotta Kliegl pártfogását: "Nem kell bevárni a találmánynak tökéletes kivitelét; magát az eszmét kell már előre is jutalmazni." Dessewffy Aurél, Perczel Mór, Batthyány Lajos és mások gyűjtést indítottak, ami ezernégyszáz forintot eredményezett. 1842-ben pedig Pulszky Ferenc, Zsoldos Ignác, Császár Ferenc és mások "Kliegl-könyv"-et adtak ki, amelyet az akkori jelesebb íróemberek közreműködésével Garay János szerkesztett. Ennek a jövedelme is Klieglünknek jutott. Utóbb József nádorispán, V. Ferdinánd király hozzájárulásával, hatezer forintot utalványoztatott ki Klieglnek a kincstárból, de csak havi kétszáz-forintos részletekben.
Időközben Kliegl folytonosan dolgozott a szedőgépén, s 1848-ban Pestre jőve véle, azt itt újra nyilvánosan bemutatta. Sajna, a szabadságharc gyorsan torlódó eseményei hosszú időre másfelé terelték a közönség érdeklődését.
1849-ben Aradon telepedett meg Kliegl. Gépe ezalatt a Lövész utca (most Királyi Pál utca) egyik házában volt beraktározva, s 1851-ben házbér fejében le is foglalták. Barta Károly orvosnak a közbenjárására Bohus Lászlóné kilencven forintot adott a házbérre, de mert az adósság időközben százharminc forintra növekedett: a jó Bohusné adománya nem volt elegendő. Barta doktor tehát a pest-városi tanácshoz fordult, ahol sikerült is neki az árverést megakadályoznia. A gép ezután a vakok intézetének egy szobájában volt beraktározva, ahonnan 1860-ban gondosan ládákba csomagolva, átvitték a Magyar Nemzeti Múzeumba. Ez volt az első magyar találmányú szedőgépnek a sorsa.
Kliegl holtáig sem tágított az eszméjétől. Újabb s újabb szedőgépeket tervezett, de szegénysége miatt ezek megszerkesztéséről szó sem lehetett. Egy ideig Bazinban éldegélt a gyermekeinél, majd Pestre jött az 1860-as esztendők vége felé, ahol egy újabb, elektromos vezetékű szedőgépének az ideáját akarta régi jó embereivel közölni. Itt érte utol a halál 1870. január 7-én, 75 éves korában.
Kliegl József Péter küszködéssel, nyomorúsággal terhes élete tükörképe a legtöbb szedőgép-föltaláló sorsának. A sok száz közül alig egy-kettő látta fáradozásának valamicske gyümölcsét.
Egy a harmincas évek vége felé élt német szedőgép-föltaláló: Heusinger von Waldegge gépéről nincsen közelebbi adatunk. Heusinger később a vasútépítő technika terén lett világhírű szakemberré.
Két hamburgi nyomdászmester: Fabricius és Menck a maga logotípiás rendszerét propagálta ez idő tájt, de nemigen vették őket komolyan.
Ugyanebben az időben (1840) csinálhatták meg a lillei Delcambre szövőszékes és a londoni Young a maguk negyven esztendőn át emlegetett "Pianotype"-jét. Ez – miként a neve is mutatja – teljesen zongoraformájú gép volt, s szintén három fő részből állott: legfölül volt a betűtartó, középütt a ferdére állított csatornarendszer s alul a szedéstartó és a klaviatúra. Minden billentyűnyomásra egy-egy betű lökődött ki a tartójából. Ha a sor teleszedődött: forgattyús tolóka tolta félre, hogy innen a szedő kizárás végett elvihesse. Volt külön osztógép is. E gépek kezeléséhez nem kevesebb mint hét ember kellett: egy billentyűzött, egy a sorokat zárta kellő szélességre, kettő a betűtartó csatornákat töltögette, kettő osztott és egy a gépnek a forgattyúját hajtogatta. Éppen ezért praktikus hasznuk e gépeknek sohasem volt. Delcambre azonban évtizedekig javítgatott a gépén, s még 1881-ben is szabadalmaztatott rajta némely részeket. Ekkor már csak három ember kellett a "Pianotype"-en való munkához. Delcambre-rel egyidőben (1840) az angol Clay és a svéd Rosenborg Frigyes kapitány alkottak a maguk korában nevezetes szedőgépet. Ez az előbbi szerkezet megjavított alakjának tekinthető. A betűk már nem a saját súlyuknál fogva csúsztak le a tartóikból, hanem "végnélküli" forgó szíj segítette őket ebben. Ilyenforma gép lehetett az is, amelyet a pozsonyi Menk konstruált szintén úgy 1840 körül, de amelyről részletesebb adataink nincsenek. A maga idejében pedig igen sokat beszéltek róla.
A már említett Gaubert párizsi matematikus 1840-ben újabb osztó-, 1845-ben pedig szedő- és osztógépre kapott szabadalmat. Szedőgépe ("Gerotype") három részből állott: fölül voltak a betűtartók, középütt a billentyűs szerkezet, s alul a betűk fölvételére való sorjázó-féle. A betűknek egymáshoz sorzódása a billentyűzés sorrendjében történt; a nehezebb betűk nem eshettek le gyorsabban, mint a könnyebbek. Minden betű más-más szignatúrával volt ellátva, ami az elosztódáskor volt fontos.
1843-ban az akkor emigrációban élő híres olasz forradalmár Giuseppe Mazzini szabadalmaztatott egy szedőgépet Angliában. 1844-ben pedig a párizsi Chaix alkotott ilyen gépet. Szerkezetük olyanforma lehetett, mint a Delcambre-féléé. Chaix azonfölül olyan külön gépet is szerkesztett, amely a szedők által szétosztott betűket a szedőgépben való újabb használhatás végett talpra állítgatta és egymás mellé sorozta. Ugyanebben az évben még a würzburgi Neuss és a francia Gallien és Armengaud szerkesztettek szedőgépeket. Az előbbié orgonaformájú volt és háromféle betűt is lehetett szedni rajta; egyszerűen csak igazítottak valamit a klaviatúrán. Az utóbbiaké (az ún. "Coptotype") már a mechanostereotípiai gépek csoportjába tartozott. A betű képe ugyanis gyűrű módjára hengerre csavart cinkreglettába sajtolódott. A sajtolás egy a szélén matricákkal ellátott koronggal történt, amely mindig úgy fordult, hogy a szükséges matrica kerüljön alulra. A reglettákat nyomtatás után újra beöntötték, s ekképpen az osztás elmaradt.
1845-ben az angol H. Clarke kapott szabadalmat bizonyos "elektrotípikus"-nak nevezett szedőgépre. A táviratozással lett volna kapcsolatos, úgy mint azt későbben Mackie Dittmar, Méray Horváth Károly, Edison stb. is tervezték.
A cseh Csulik 1846-ban csinált zongoraformájú szedőgépe nagyjából a Rosenborg-féléhez hasonlított. A billentyűnek megnyomásával megindított betű ún. végnélküli láncra került, amelyen kampók ragadták meg és a kellő helyzetbe állították. A kizárást külön kellett végezni.
1846-ban logotípiás rendszerekkel kísérleteztek: a bécsi Anton Strauß, a párizsi A. Pinard, a londoni W. Newton és a zürichi F. Daniker. Az utóbbi csak tizenkét logotípiát használt, s kiszámította, hogy ezekkel évenkint jó háromszázezer fogast takarít meg, ami kilenc nyolcadrétű ívnek felelne meg.
1847-ben a dán Sörensen kezdett hozzá a nagy föladat megoldásához, s megalkotta a maga idejében igen híres "Tacheotype"-et. 1855-ben megjavította ezt és kiállította a párizsi világkiállításon, ahol nagyobb kitüntetésben lett érette része. A gép két fő-fő részre oszlott: a klaviatúrás asztalra, amelynek közepén fölfordított tölcsér volt, s az e fölött levő kettős hengerre. Az alsó volt a szedő-, a fölső az osztóhenger. Mind a kettőn az ábécé meg az írásjelek számának megfelelő mennyiségű sárgaréz-rúd volt, amelyeken az egyes betűk sorakoztak. Minden billentyű-nyomásra egy-egy betű csúszott le a rudak valamelyikéről. Sörensen legnagyobb érdeme új önműködő osztó szerkezet föltalálása. A betűk mindegyikének más-más volt a szignatúrája, s ennek a révén osztódott a szedés széjjel, amennyiben minden egyes betű addig forgott az osztógép sablonján, míg a helyére nem talált.
Szegény Sörensennek ugyanolyan hányatott és nyomorúsággal teljes volt az élete, mint Kliegl József Péternek. Nagy kitüntetésekben volt része, de volt idő, mikor párizsi aranyérmének zálogba tétele mentette meg őt az éhhaláltól. De míg Kliegl minden nélkülözése mellett is nagy kort ért meg: Sörensent már negyvenhárom éves korában sírba döntötte a fehér halál.
1848-ban az angol Mackenzie, a rá következő esztendőben az ugyancsak angol Martin, 1849-ben pedig az amerikai Eddy szerkesztettek szedőgépeket. Egyik sem vált be. Martin gépe a Monotypenek volt legrégibb őse; perforált papiros-szalagot állítottak elő valami írógépfélén, s e szalag nyomán végződött a további munka.
1850-ben három francia föltaláló – Lefas, Garat meg Dehoul – szabadalmaztatott szedőgépes ideákat.
Ugyancsak 1850-ben az akkor Londonban élő magyar Benyovszky őrnagy szállott síkra a logotípiás szedésgyorsítás érdekében. Esztendőkig szívósan kitartott az ideája mellett. Elég gyors szedő is volt. 1855-ben nyilvános versenyszedésbe bocsátkozott az akkoriban leggyorsabb londoni szedő W. Hughes-szal. Ő maga logotípiákkal dolgozott, ellenfele közönséges betűkkel. A versenyből Hughes került ki győztesnek, ami egyszerre véget vetett Benyovszky logotípiás próbálkozásainak.
1852-ben az angol Johnson és Zozeneon csináltak újabb szedő-apparátusokat, 1853-ban pedig az amerikai Mitchell és a francia Boule és Caillaud állottak elő szedő- és osztó gépekkel. Különösen Mitchell gépét sokat emlegették.
1854-ben a francia Timencourt és Beaumont és a német Wiberg, 1855-ben az angol Loughborough mérnök meg a francia Coulon és a német König próbálkoztak meg a föladat megoldásával. A régi szokáshoz híven: gépeiknek már eleve nagy reklámot csaptak. Eleintén sokat beszéltek róluk, de csakhamar a feledés fátyla borult mind a szerencsétlen föltalálókra, mind pedig a találmányaikra.
Sokkalta különb gépet állított ki az amerikai Thimothy Alden 1857-ben, olyat, amelynek alapeszméjét még hosszú évtizedekig csodálták. Gépén a szedő- és osztószerkezet fogaskerekes áttételek révén oly szoros kapcsolatban volt egymással, hogy minden mozgásuk közösen történhetett. Mindegyik betűnek külön-külön szignatúrája volt, éppen úgy, mint a Sörensen rendszerénél. A föltalálónak nyomorúság okozta korai halála után unokaöccse H. W. Alden tökéletesítette a gépet, amiből azonban olcsósága (800 dollár) ellenére is csak alig ötven-hatvan példányt tudtak eladni.
Ugyan csak 1857-ben készült el Hattersley manchesteri gépészmérnök a szedőgépével, amely különben az Aldenével szemben eleintén nem igen állta meg a sarat. A buzgó föltaláló azonban addig javítgatta és egyszerűsítgette a találmányának tárgyát, mígnem az kora legnevezetesebb szedőgéptípusainak egyikévé nem lett. Egyideig a bécsi "Neue Freie Presse" nyomdájában is használták.
A tizenkilencedik század ötvenes éveiben még az amerikai Houston (1857), Mackay (1858), Wheeler (1859), Gilmer (1859) s az angol Alfred Newton (1859) akarták a jó szedőgép eszméjét megtestesíteni; nem sikerült nekik. Az angol Cunningham 1858-ban olyan szedőgépre kért szabadalmat, amely üveglábú betűket sorzott volna egymáshoz. Hogy miről lett volna ez jó: nem tudjuk. Az amerikai Ray és Mac Elheran problematikus értékű mechanostereotípiai készülékeket szabadalmaztattak ugyanekkor.
1860-ban az amerikai Felt Charles Wilson gépész egy a Hattersley gépéhez hasonló meglehetős készüléket szerkesztett, de ezt is mihamar elfeledték. Ő volt az első, aki a sorok mechanikai kizárásának a kérdésével foglalkozott. A géppel szedésnek ezt a legnehezebb problémáját olyan-formán próbálta megoldani, hogy szedés közben a szavak közé ideiglenesen hosszabb, onnan kiágaskodó pálcikák kerültek. A sor zárásakor a mechanizmus ezeket a pálcikákat kilökdöste, s helyükbe spáciumokat dugdosott mindaddig, míg a sor egészen meg nem telt. Felt nem boldogult a gépével; a mechanikus kizárás eszméjét is tulajdonkép csak a svéd Lagerman tudta annyira-mennyire megvalósítani későbben, akinek sorzár ó készülékét azután a többi föltaláló (így Hattersley is) átvette.
Ugyanez időben kísérletezett az amerikai Harper is a maga szedőgépével.
1862-ben az edinburghi Alexander Fraser egyszerűsítette meg a Hattersley-féle régibb mintájú gépezetet. E gépek alapja egy és ugyanaz, mindössze a belső szerkezetükben különböznek némiképpen egymástól, s a Fraser gépén olyan javítások és egyszerűsítések vannak, amelyek a gép működésének egyenletessége okáért voltak szükségesek. Fraser gépe különben két különálló részből áll: a szedő- és osztógépből. A szedőgép három fő részre oszlik: az első a gép fölső részén vízszintesen elhelyezett betűtartó, amelyből a billentyű megütésére egy tolóhenger a kívánt betűt a gép második szakaszába, a függőlegesen álló lantformájú betűtovábbítóba tolja. A harmadik rész a gyűjtő, ahol a betű talpra állítva sorzódik egymás mellé, amíg a sorjázó-forma szerkezet meg nem telt. Ekkor a szedés hajóra emelendő s a rendes kézi szedés módjára kizárható. Az osztógép e szerkezetnek fordítottja. A lantforma betűtovábbító itt is középütt vagyon, de a betűtartó már alulra került, a széjjelosztásra váró sorokat magában foglaló sorjázó pedig legfölül van, az osztónak a szeme előtt, ki elolvasva az osztani való szedés szavait: a szerint ütögeti a billentyűket. Látni való, hogy a Fraser osztógépe távolról sem lehetett olyan praktikus, mint az abban az időben már föl-föltünedezett önműködő osztógépek.
A Fraser-féle gépek főleg Angliában meg Amerikában kerültek használatba. Ötven-hatvan példány működésben volt belőlük még a század végén is.
1862-ben még az északamerikai Brown és Cumming csináltak különböző megoldású szedőgép-szerkezeteket. Ez a két gép még csak használatba sem került, ámbátor az Alden-féle alapeszméből kiindult Brown elég ügyes gépezetet csinált. Különösen az osztószerkezete némi haladást jelentett a maga korában.
1863-ban a híres fizikus Ernst Werner von Siemens dolgozott valami olyan szedő- és osztógépen, amelynél lyuggatott papirossávok is szerephez jutottak.
1864-ben az angol Gedge és Holdke szabadalmaztattak új szedőgépeket. Az utóbbiéról a Pester Lloyd egy akkori számában találunk némi adatokat. Ezekből megtudhatjuk azt is, hogy a gép a szedést mechanostereotípiai úton állítja elő. A gép billentyűinek nyomogatására acélpatricák verődnek az alattuk levő plasztikus anyagba, amiről aztán – megkeményedése után – a stereotípia megszokott eljárásainak valamelyike szerint lemez önthető. 1865-ben Casolari, Patter, Clark, Garside, Salmon, Jones szerkesztettek szedőgépeket és szedésgyorsító készülékeket, de egyiküknek sem sikerült a magáét gyakorlatiasan használhatóvá tennie. Az 1865. évnek szedőgép-föltalálói voltak még Nelson és Baer is; az utóbbinak gépe annyiban volt nevezetes, hogy a betűnek a tartóból a sorjázóba vitele körben forgó emeltyűvel történt.
Hugo Aabend berlini betűszedő "telegráfbetűkkel" dolgozó szedő- meg osztógépre kért ekkoriban szabadalmat.
1865-tel lezáródik a szedőgépek első félszáz-esztendős története. Ebben az ötven évben – mint fölsorolásunkból látható – elég szép számmal konstruáltak immár szedőgépeket, de egyik sem volt még olyan, hogy komolyabban veszélyeztethette volna a kézi szedők kenyerét. A maguk idejében oly híres Alden- és Hattersley-féle szerkezetekből is legföllebb ha ötven-hatvan került csak használatba. A többiből jobbára csak a minta-gép készült el. Mindmegannyi ily szedőgép azonban mégis egy-egy rövidke lépést jelentett a végleges megvalósulás felé. Az egyikből ezt, a másikból azt a részletet vették át a későbbeni föltalálók.
A régi szedőgépeknek 1865-ig lepergett első ötven-esztendős históriájában az egyes nyomdatípusokat egymás mellé sorzó szerkezeteké a fő-fő szerep. Ez volt a legnehezebb megoldású feladat; mert hiszen a megállapodott formájú betűpálcikákkal nem kevesebb mint háromféle fontos munkamenetet kellett volna itt pusztán mechanikai úton-módon elvégezni: a betűk egymás mellé sorozását, a sorok kizárását és végül a már lenyomtatott szedés elosztását. Sorzáró készüléket azonban 1867-ig még alig sikerült kitfejleszteni. A korabeli legügyesebben megkonstruált szedőgéphez is legalább három ember közreműködése volt szükséges: az egyik billentyűzgetés útján egymás mellé sorozta a betűket, a másik a gyűjtőről elemelt sorokat egyforma szélességűekké zárta, a harmadik pedig az osztó szerkezetet kellett, hogy kezelje.
A szedőgépek történetének második félszázada még több föltalálói buzgalmat, itt-ott heves versengést, de egyszersmind már hatalmas sikereket is mutatott, bár nem mindjárt a kezdetén. A sikerek útja mellett itt is halomszámra feküdtek a küszködésben elpusztult, szánandó áldozatok.
1867-ben a párizsi Pierre Flamm igen érdekes mechanostereotípiai készüléket állított ki, aminél azonban a sorok zárásánál mutatkozott leküzdhetetlen nehézség. Flamm úgy oldotta meg a dolgot; hogy a sorok vége felé hajszálnyi spáciumokat (szóköz) rakott a betűk közé, csakhogy a sorokat egyforma hosszúságúakká tegye. Ezt a megoldást persze a tipográfusok nem fogadhatták el. Ebben a technika szempontjából erős lendületű évben az angol Mackie, Sweet és Daul, s az amerikai Corey és Harper szabadalmaztattak szedőgépeket. Mackie szerkezete remek alkotás volt, de igen komplikált. Papírszalagot perforáltak először bizonyos rendszer szerint, és azt beletéve a gépbe, a perforált lyukacskák különböző formái szerint más és más betűk sorzódtak egymás mellé. A sor zárása kézzel történt. Mackie manchesteri nyomdájának tizennégy gépén különben összesen százhuszonöt munkás dolgozott. Sweet és Daul "Matrix Compositor" nevű agyonreklámozott gépe mechanostereotípiai munkát végző szerkezet volt. Corey és Harperé a tulajdonképpeni szedőgépek közé tartozott, s a sorok megtelte idején egy skála mutatta rajta, hogy mennyi és minő spácium kell a sor zárásához. Ezeket azután kézzel dugdosták közbe.
1868-ban az amerikai Francis Foster a Fraser-féle, honfitársa Slingerland pedig az Alden-féle szedőgéphez hasonlatos szerkezetet csinált. Az amerikai Pratt meg a londoni Daw ugyanekkor mechanostereotípiai gépet készítettek.
1869-ben az orosz Knyagininszki és Osszipov szabadalmaztattak a Mackie gépéhez hasonlót, s hajtására elektromos áramot használtak föl. A föltalálók azt állították, hogy gépük harmincezer betűt szed óránként; a gyakorlatban ez pár százra zsugorodott össze. A különben igen zseniális Knyagininszkit csakhamar megölte a nyomorúság és az alkohol; ideája "megjavítása" gyanánt Petrov kapitány és Peesnikov technikus csináltak új – halva született – gépet. Tulajdonképpen alig is volt ez egyéb olyan írógépnél, amely a lebillentyűzött betűkkel csirizes papirosra nyomtatott, amit aztán litográfiai kőre vittek át.
Ugyancsak az 1869-es esztendőben még a párizsi Fontaine meg az észak-amerikai Umstadter is alkottak újabb szedőgépszerkezeteket. Ugyanekkor Kliegl József Péter is új gépet hirdetett, ami azonban jórészt csak a tervezgetés stádiumában maradt. A rendkívül komplikált gépnél már az elektromosságnak is akadt volna szerepe. Szerkezete klaviatúrás, különben is az egész gép zongora-formájú lett volna. Alapeszméje egy volt a Knyagininszki gépével. A sorok zárásának természetesen külön kellett volna történnie.
1870-ben az amerikai De La Pena és Shipley jelentek meg szedőgépeikkel. De La Pena gépe a Foster szerkezetéhez hasonlított, Shipley gépén pediglen a betűk egymás mellé sorzása sűrített levegő segedelmével történt.
Ugyancsak ekkoriban Budaházy Tamás beregszászi tanár is foglalkozott valami betűszedőgépnek eszméjével. Hogyan képzelte el a dolgot: nem tudjuk, mert följegyzései és modelljei azóta elkallódtak.

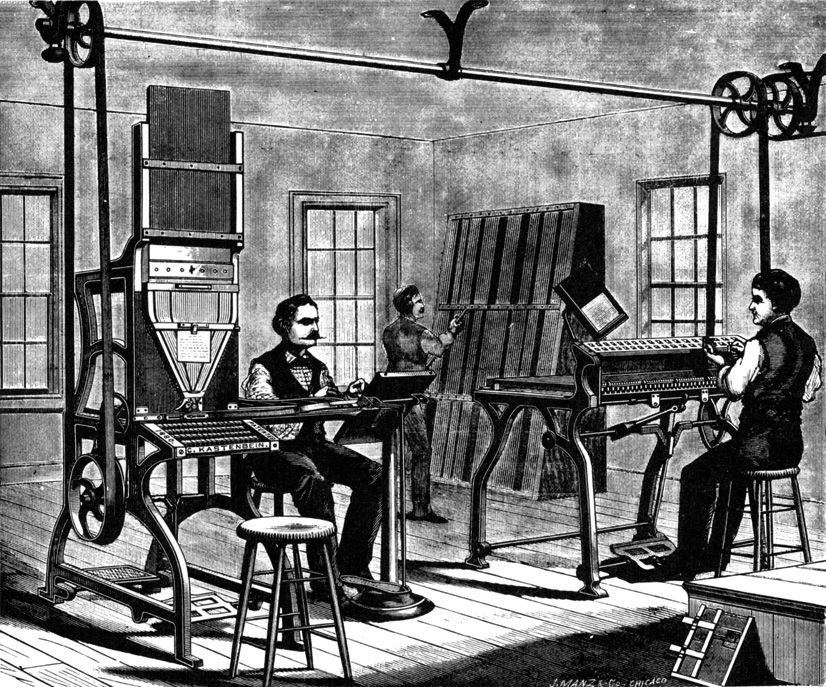
Charles Kastenbein szedőgépe

Az 1871. esztendő föltalálói az amerikai Plumket, Neff és Scrugge, meg a német Kastenbein voltak. Közülük csak az utóbbinak gépe vált szélesebb körben ismeretessé. Ez a gép tulajdonképpen egy tüdőbajos német betűszedőnek volt a találmánya, aki halála előtt terveit közölte Kastenbein kasseli kereskedővel, s ennek aztán sikerült a közlés alapján a gépet megszerkesztenie. A gép kezeléséhez négy munkás szükséges: egy aki billentyűz, egy aki kizárja a sorokat, egy aki oszt, s egy segédmunkás, aki a minduntalan kiürülő lapos betűtartó csöveket kicserélgeti. E csövekből sorzódnak a betűk a négysoros klaviatúra gombjainak nyomogatása következtében egymás mellé. A géppel bárminő nyomdabetű szedhető; külön-szignatúrás öntés nem kell hozzá. Az osztógép tulajdonképpen szintén szedőgép, amennyiben az osztás kézzel történik, s a gép mindössze rendbe rakosgatja a betűket, hogy a lapos betűtartó csöveken át a szedőgépbe juttathatók legyenek.
A Kastenbein-féle szedőgépet főleg Dániában és Angliában használták; magánál a londoni Times-nál huszonnyolc darab volt belőle működésben, egészen 1908-ig, amikor Monotype, majd meg sorokat öntő gépek kerültek a helyükbe. A gép óránkénti munkaképessége megegyezett a mostani Linotype-éval, de – mint említettük – négy ember kellett a kezeléséhez. Egy New York-i szedésverseny alkalmával egyetlen órában 3946 "em"-et vagyis négyzetet szedtek rajta, ami 24 betűjével átszámítva összesen 9470 betűt tenne ki az alfabétikus számolási rendszer szerint.
1872-ben szép számú föltaláló állott elő új szedőgéppel. Nevezetesebbek közülük: a német Müller, az amerikai James W. Paige meg Farnham, s az orosz Timiriacev.
Müller gépe nagyjából olyan volt, mint a többi klaviatúrás és csővezetékes szedőgép; billentyűinek száma azonban közel kétszáz volt, s lehetett rajta kurzívot, kapitälchent, számokat meg összeöntött tört számokat is billentyűzni. E mellett voltak logotípiás billentyűi is a gépnek, amelyek megnyomásakor több betű avagy egész szó is sorzódott egymás mellé.
James W. Paige szedőgépével automatikus osztó- meg kizárógép volt egybekapcsolva; a szedőgép hasonlított a Mülleréhez, de annál jóval komplikáltabb volt. Nem kevesebb mint tizennyolcezer darab alkatrészből állott, s majdnem húsz millió dollárt költöttek reá. Kizáró készülékének leírása több mint ezer sűrűn írott s rajzolt ívet töltött meg; egymás után bolondultak bele a szabadalmi hivatal tisztviselői. Paige szedőgépének két példánya most amerikai múzeumokban van, ahol úgy mutogatják őket, mint minden idők legdrágább s legkomplikáltabb gépezeteit.
Farnham gépe a Fraseréhez hasonlított, Timiriacevé pedig matrica-sajtoló, vagyis mechanostereotípiai szerkezet volt.
1873-ban az amerikai Orwig valamiféle új szedőgépet, G. F. Gross pedig osztógépet alkotott. Gally Merrit, a tégelyes gyorssajtó egyik híres föltalálója, ugyanebben az évben matrica-sajtoló gépet szerkesztett. Ő volt az első föltaláló, aki a sorok zárását ékforma egységekkel próbálta megoldani. Ez a Kolumbusz-tojásra emlékeztető találmánya döntő jelentőségű lett a későbbi betűket szedő és sorokat öntő gépek sikerülténél.
1874-ben az angol Millar bámulatosan egyszerű szedőgépet csinált. Az ára mindössze csak háromszáz fontot tett ki, de még így sem terjedhetett el szélesebb körökben.
Hooker londoni betűszedőnek ebben az évben elkészült szedőgépe egyike a legelmésebbeknek, s a villamosságnak is tekintélyes szerepe van a működésekor. Klaviatúráján a billentyűk helyett vékony vörösrézlapocskák vannak, s ezeket villamos áram köti össze a betűtartókkal. Ha már most a szedő a negatív pólussal összekötött, fába foglalt s így kezében tartható dróttal a vörösréz-lemezecskét megérinti: egy-egy betű ugrik ki a betűtartóból, hogy végtelen szalag segedelmével a gyűjtőhelyre kerüljön. Ugyanebben az évben Hattersley is elkészült javított szedőgépével. Henze német orvos, Sabel Albert, Sobetz Tivadar, Smith és Reynolds is szerkesztettek ez idő tájban kevésbé jelentékeny szedőgépeket.
Az 1875-ös év föltalálói: az amerikai Richards, Allen, Johnson, Pattyson és Kent, meg a német Brackelsberg. Johnson gépe olyanforma lehetett, mint valami primitív Monotype: egyes betűket öntött és sorzott egymás mellé. A kéziratról írógépfélén egy másik kéziratot csináltak, mégpedig lyukasztó kölyükkel, amelyek minden betűnek megfelelően más-más formájú lyukat vágtak az alájuk vezetett papiros-szalagba. Ezt a szalagot bevezették aztán a gépbe, amely a betűk öntését és sorbarakását önműködően végezte. Kent új osztógépet talált föl, Brackelsberg jórészt a régibb találmányok lejárt szabadalmainak fölhasználásából kompilálta össze szedő- és osztógépét.
1876-nak a betűket szedő és öntő Westcott-féle gépnek elkészülte volt nyomdászati tekintetben legérdekesebb eseménye. Még ugyanebben az évben ki is állították ezt a gépet a philadelphiai kiállításon, s ott nagy csodálkozást keltett. Szerkezete akár a későbbeni Monotypeé, s két ember kellett hozzá. Percenkint mintegy harminc betűt bírt önteni és egymás mellé sorozni. A francia Pierre Flamm is ebben az esztendőben készült el az újabb mechanostereotípiai készülékével, de gyakorlatilag nem vált be sem ez, sem a hozzá hasonló Hambruch-féle szerkezet. Szedő- meg osztógépeket – régi nyomokon haladva – az északamerikai Dickinson és Lorenz készítettek ebben az évben. Az amerikai Doodsworth pedig oly gépet mutatott be a philadelphiai világkiállításon, amely villaformájú csipesszel kapkodta ki a szekrényből a betűtípusokat.
1877-ben a német Heinemann, Dittmar és Pollack találtak föl szedő- meg osztógépeket. Heinemannak különben elmés szerkezetű gépénél a kizárásnak külön kellett történnie. E gép ára mintegy kilencszáz forint volt. Dittmar gépe csudagép volt, praktikus érték nélkül. Önműködően szedte és osztotta a betűket. Segédgéppel előállított grafikon kellett hozzá, amin esetleg több ember is dolgozhatott. Pollack a Lagerman mérnök későbbeni Typotheterjéhez hasonló szedésgyorsító szerkezetet alkotott. Ebbe az évbe esik a különben elég jelentéktelen Drummond-féle ottawai szedőgépnek és a cseh Mencsik mechanosteeotípiai készülékének a föltalálása is.
1878-ban a német Tecklenburg mechanostereotípiai eljárással próbálkozott meg, persze hiába. Osztógépet csinált ez idő tájt Poppe Lipcsében; a stuttgarti Eisele pedig szedőgépet konstruált, azt később jócskán megjavítva.
A franciáknál Soriat és Montaran szedő- és osztógépet szerkesztett ugyanekkor, Calonne vicomte pediglen logotípiás szisztémára rendezte be a párizsi "Soleil" nyomdáját. Az eredmény az óránkint való szedésmennyiség jelentékeny megnövekedése volt; az osztás mennyisége azonban a rendes quantumnak egyharmadára csökkent.
1879-ben a magyar Kövesdy Dániel tűnt föl a szedő- és osztógépével. Gépe levegőnyomásos úton vezette a betűket tartójukból a gyűjtőhelyre, mégpedig – Kliegl gépéhez hasonlóan – csatornákon keresztül. Ezért a gépet gyakran össze is tévesztik a Kliegl szedőgépeivel. A föltalálónak nem sikerült találmányát értékesítenie, s ezért azt mihamar el is feledték. Ugyanebben az évben az amerikai Moore és a német Thoma szedőgépet, az amerikai North pedig osztógépet szerkesztett. Egyiküknek sem lett haszna belőle. Jelentékenyebb találmányok voltak azonban ebben az időben a Livcsák-féle s a Prasch-féle szedőgép. A vilnai Livcsák tanár gépe mechanostereotípiai rendszerű volt, de az addig föltalált ilyén rendszerű gépektől nagyban különbözött. Fő-fő része egy kerék, amelynek talpán acélból való patricák vannak. A billentyűk nyomogatására ezek a gép hátulsó felén levő viaszlapba nyomódnak, amiről galvanoplasztikus másolat, illetőleg stereotípiai úton leönthető matrica készíthető. Prasch szedőgépének körülbelül az az alapeszméje, ami a magyar Kliegl József Péter első gépéé meg a dán Sörensené volt, de a Prasch-gép működése sokkalta biztosabb amazokénál. A gyakorlatban azonban mégsem vált be, mert nem kevesebb, mint öt ember kellett kezeléséhez. Az osztás kézzel történt közönséges szedőszekrényekbe.
1880-ban készült el az amerikai Joseph Thorne a maga szedő- és osztógépével. A gép fő-fő részei: a klaviatúra és két függőlegesen egymásra állított henger. Az utóbbiak körületén annyi csatornaszerű bevágás van, ahány billentyűje van a klaviatúrás szerkezetnek. A fölső henger a saját tengelye körül lassan forog, az alsó veszteg marad. A fölső henger osztásra való; csatornáit megtöltik az osztani való sorokkal, s ekkor – minthogy minden betűnek más-más szignatúrája van – az egyes betűk a henger forgása közben rátalálnak az alsó hengeren a maguk csatornájára, s abba belecsúsznak. A fölső hengernek a forgását különben úgy kell elképzelnünk, mint az óraszerkezet fogaskerekéét: minden csatornánál megáll egy-egy pillanatra, hogy a csatornáiban levő legalsó betűknek idejük legyen az alsó henger megfelelő csatornáiba átcsúszniok, azután ugrik egyet a következő csatornáig. Egyszerre csupán egyetlenegy betűt bocsát ki a fölső és vesz át az alsó henger, s ezért, ha két egyforma betű is van egymás mellett (például nn): ezeknek csak egyike csúszhat le a henger egy-egy fordulatára. Az osztószerkezet tehát teljesen önműködő. A szedés úgy történik, hogy valahányszor a szedő valamely billentyűt megnyom: mindannyiszor egy-egy betű szabadul ki az alsó henger megfelelő csatornájából. A betűt aztán folytonosan forgó érclemez ragadja magával és viszi a sorjázóba; hogy ottan sorrá alakuljon és a kiemelő-hajóra kerüljön. Innen egy másik szedő leemelgeti a sorokat, hogy kizárhassa, mert kizáró szerkezete a gépnek nincsen. A billentyűzgető meg a sorokat záró két szedőn kívül egy segédmunkásra, összesen tehát három emberre volt szükség a gép körül, ami a Kastenbein gépéhez képest nagy haladást jelentett. A Thorne-gép – vagy amint alapos átjavítása után a kilencvenes években elkeresztelték: a "Simplex" – a tulajdonképpeni betűket szedő gépek közt a legjobban terjedt el. Angliában és Amerikában közel kétezret adtak el belőle és Németországban meg Svájcban is elkelt vagy ötven.
1880-ban javították meg az 1875 óta hirdetett Burr-féle szedőgépet, egyszersmind "Empire"-re megváltoztatva a nevét. Föltalálói az amerikai Green meg Burr voltak. A szedőgép a Fraser-féle rendszeren alapszik, az osztást végző készülék eszméje sokban eredeti. A betűk mindenikének más-más a szignatúrája, s ezek révén automatikusan történik a széjjelosztódásuk. Az osztani való szedést hajóra teszik, amelyről emeltyű szedegeti le soronkint, s viszi a gépbe, ahol egy másik emeltyű a betűket gyors egymásutánban átadja a széjjelosztó mechanizmusnak. Ez a betűk szignatúráinak megfelelő tűkből áll, melyek – ha a szignatúrába beleillenek – beeresztik a betűt a maga csatornájába. A sorzárás úgy történik, hogy szedés közben ideiglenesen ékek kerülnek a szavak közé; ezeket az ékeket a szedő később spáciumokkal cserélgeti ki. Az "Empire" gépből Angliában százhetven példány került használatba, s különösen az osztó szerkezetét nagyon dicsérték.
Az angol mechanikus Bolton 1880-ból való gépe logotípiákkal dolgozott, de minden különösebb eredmény nélkül. A berlini Silberberg testvérek szedőgépében a betűk léceken nyugosznak s a billentyűk megnyomására egy kis pecek egy-egy betűt taszít le a maga lécéről. A betűt azután, úgy mint a Thorne gépénél, forgó lemez viszi a rendeltetési helyére. Az amerikai Dillon gépe is a Thorne-féle gépnek a megcsodálásából fogant, a rnanchesteri Winder pedig a későbbi "Typotheter"-re emlékeztető kis szedésgyorsító készüléket konstruált össze. Ebben az időben a rotációs betűöntő gép későbbeni föltalálója, a glasgowi Frederick Wicks is csinált szedőgépet, amely részben a Hookeréhez hasonlított.
1881-ben a lyoni Perrachon kapott szabadalmat a maga matricasajtoló gépére. Amerikában meg ebben az időben Petersen szedő- és osztógépet, Davis pedig osztó-eljárást talált föl. Az előbbinek a gépe billentyűs rendszerű volt, s a kizárás önműködően történt. Davis osztó-eljárása azon alapszik, hogy olyan folyadékot talált föl, mely a vizet az ólomnál nehezebbé teszi. Már most az a fontos, hogy minden betűnek más-más legyen a súlya; például az i, l, t, f, j stb. betűk súlya is különbözzék egymástól. Az osztani való szedést ekkor vízzel telt hordóba döntik, s az említett folyadékból egy keveset a vízbe öntenek. Ekkor a legkönnyebb betűk (pl. az i-k) rögtön a víz fölszínére emelkednek, úgyhogy onnan lefölözhetők s a szekrény megfelelő rekeszébe rakhatók. Ha ismét egy kevés folyadékot öntenek a vízhez: a hordóban maradt betűk legkönnyebbjei (például az l-ek) szállanak föl; és így tovább. Ilyen módon az egész szedés szépen széjjelosztható. Csak az a baj, hogy az eljárás nagyon sokba kerül és eléggé körülményes is.
1882-ben a hamburgi Grünberg csinált egy a nyomdai típusok szedésére és osztására való gépezetet.
Az amerikai W. J. Schuckers mechanostereotípiai szerkezetet csinált 1882-ben. Ez magában jelentéktelen dolog lett volna, de Schuckers a sorok zárásához föltalálta a kettős ékek használatát, amit később Ottmar Mergenthaler már is átvett a maga "Linotype" gépéhez. Pörre került a dolog, s ebben Schuckers lett a nyertes. A Linotype-társaságnak nem maradt más hátra, mint hogy vagy megszünteti saját gépének a gyártását, vagy pedig megfizeti azt a hallatlanul magos összeget, négyszáztizenhatezer dollárt, amelyet a Schuckers-szabadalom új birtokosa: Rogers John mérnök az ékek használhatásának jogáért tőle követelt. A társaság inkább fizetett...
1883-ban a bécsi Heinrich Hagemann állott elő mechanostereotípiai találmányával. Gépe háromféle nagyságú kölyükkel volt fölszerelve. A szedő a kissé terjedelmes és nehézkes gép előtt állva, akként dolgozott, hogy bal kezével a patricákat dirigálta, jobb kezével pedig a megfelelő helyre szorított kölyün, illetőleg az azzal kapcsolatos fogantyúrúdon egyet nyomott; ilyenformán kéregpapírosból való matrica és vele egyidejűen korrektúra-levonat készült. A korrigálás úgy történt, hogy a hibás betűket a matricából kivágták s másokat ragasztottak helyükbe.
Ugyanez időtájt az amerikai Dement is csinált szedőgépet, mégpedig elég különöset. Az írógépforma szerkezetnek kölyüs talpú kereke van, s ez végtelen papiros-szalag fölött forogva, a billentyű megnyomása következtében litográfiai festékkel egy-egy betűt reányom a szalagra. A szalagot azután egyforma hosszú darabokra vágják, s litográfiai kőre avagy cinklemezre átnyomják, hogy maratható legyen. A kizárás úgy történik, hogy a teljes sorok szóközeinél szétvágják s aztán széjjeltolják a szalagot. Magától értetődik, hogy Dement gépének soha senki sem látta a hasznát.
Madridban Pedro Pereiro csinált ugyanebben az időben "gyors-szedőgépet", amely azonban már csak a túlságosan komplikált volta miatt sem válhatott be. Amerikában pedig Johnson Kossuth Lajos meg Low Abbot Ágost szerkesztettek szedésgyorsító szerkezetet. Németországban Brackelsberg tűnt föl újabb szedőgépével. A svéd mérnök Karl Nylander pedig gyarló eredményt adó matrica-préselő eljárásával reklámozta tele ekkoriban a világot.
Ugyancsak 1883-ban csináltak szedő- meg osztógépet a német Fischer és Langen. Jó régi nyomokon haladtak: a szedőgép Kastenbeinéhoz hasonlított, az osztógép pedig a Thorne-féle gépnek az osztószerkezetéhez. A föltalálók eme gépezeteikkel eleinte nem sok elismerést arattak; de néhány esztendőn belül alaposan átalakítgatták a szedőgépüket, "Gutenberger" nevet adva néki. Ebből öt példány a berlini Büxenstein-nyomdába került, ahol egy-egy gép átlagos teljesítménye – napi hat és fél órai munkaidő mellett – háromezerhatszáz betű volt óránkint. Kellett hozzá három ember.
1883. június 7-én nagy szedésverseny volt Bécs városában. Leopold Weiß betűszedő óránként háromezerötszáz betűs eredményt ért el a maga logotípiás rendszerével. Két-három betűből összetett logotípiáinak a száma harminckilenc volt, ami jelentősen megnövesztette Weiß betűszekrényét. Szedés dolgában kellő gyakorlat esetén, jócskán mutatkozott többlet a logotípiás rendszernél, az osztás azonban annál keservesebb volt. Weiß a maga rendszerét angol és francia nyelvre is átdolgozta, s 1896-ban Angliában részvénytársaság alakult eme logotípiás találmánynak népszerűsítésére s gazdasági kiaknázására.
1885-ben az amerikai Wright olyan mechanostereotípiai készüléket csinált, amelynél a sorok zárása rúgós spáciumokkal történt. Ugyanekkor a majna-frankfurti Dreyer elektromagnetikus szedőgéppel kísérletezett.
1886-ban szép számmal merültek föl a szedés gyorsítására és helyettesítésére irányuló találmányok. Nevezetes közöttük a Lagerman svéd mérnök Typotheterje. Ennek előnye az, hogy a szedő két kézzel is szedheti a szedőszekrényből a betűket, s nem kell a sorjázóba illesztgetnie azokat, hanem egyszerűen beledobja őket a szekrény szélére erősített készülék tölcsérébe. Amint a betű ezen a tölcséren áthaladt, két kis acélsín megragadja s álló helyzetben előre viszi, míglen két fogóhoz ér, melyek, ha netán megfordított helyzetbe jutott volna: ismét helyre igazítják; ha pedig helyesen, képével fölfelé áll: nyugodtan engedik továbbvonulni. Ezután ismét két fogóhoz ér a betű, amelyek addig forgatják, amíg a szignatúra is helyes irányba jutott. További előhaladtában egy a készülék elején végigfutó nyitott ív alakú csatornán megy keresztül, míglen a gép bal oldalán levő, csatornákkal ellátott hajóra nem jut. Mihelyt ennek egyik csatornája megtelt: csöngettyű szólal meg, s ekkor a betűnél valamivel nagyobb sárgaréz-pálcikát bocsát a szedő a tölcsérbe. Ez a pálcika külön kis gépezetet indít meg, mely a telt csatornát odébb tolva, helyére üreset helyez. Lagerman e készülékén kívül a Felt-féle 1860-as próbálkozások eredményeinek fölhasználásával kizáró gépet is szerkesztett, amely bár már nagyrészt automatikusan működött: mégis csak egy második szedő is kellett hozzá.
A Typotheter meg a kizáró készülék az 1890-es évek elején Budapesten is használatban volt egyideig. Pusztai Ferenc hozatta meg a Pallas nyomdába pár havi próbaidőre. Mind a két készülék kifogástalanul működött, de lassan. A hozzájuk beosztott két jó szedő a maga régi módján többet szedett volna.
Schwarz Artúr nevetségesen naiv szedésgyorsító készüléket szabadalmaztatott 1886-ban. Kicsiny szerkezet volt ez, amit a szedőnek bal csuklójára erősítettek. A jobb kézzel belerakott betűket igazgatta helyre. Ilyenforma volt a J. W. Chadwick "Typesetter" nevű apparátusa is. Winkelmann tanár pedig régi nyomokon haladt, mikor ekkoriban reklámozott szedő- s osztógépét megszerkesztette. Újdonság az volt a szedőgépén, hogy a gyakrabban előforduló betűk számára szétszórtan több vezető csatornát csinált, amivel állítólag lehetővé tette, hogy a szedő egyszerre egy szótagra vagy szavacskára való billentyűt üssön meg.
A New York-i Munson a Mackie rendszere alapján csinált ez idő tájt gépet, s a norvég Hofgaard is. Érdekes volt az Engelen-féle betűvájó gép, amely negatív képű kölyükkel vágta betűmagasságú fatönkbe a betűket, úgyhogy, a tönkről mindjárt nyomtatni lehetett, ámbár nem valami tisztán. A fa különben is folytonosan ki van téve a megvetődésnek, s azért ily célra kevéssé alkalmas.

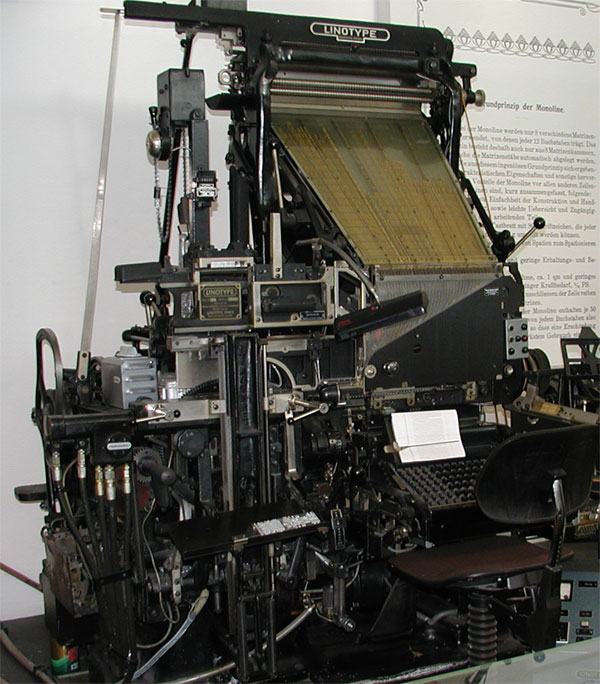
A Linotype

1886-ban kezdte meg diadalútját a Linotype. Egy német származású órás, Ottmar Mergenthaler találta föl Baltimore-ban, s találmányával hosszú időkre megoldotta a szedésgyorsítás problémáját. Amíg a korábbi egyes tipografikus betűket szedő gépeket csak elvétve használták, s a kétezer példányban dolgozó Thorne-féle "Simplex"-en meg a százhetven-példányos "Empire"-en kívül egyikükből sem kelt el ötven-hatvan példánynál több: a Linotype a maga praktikussága révén 1900-ig már nyolcezer példányban terjedt el főleg az amerikai nyomdákban. (1929-ben több mint hatvanezer tökéletesített példány dolgozott belőle a földkerekség minden tájékán.)
Mergenthaler sikere javarészt annak tulajdonítható, hogy őnéki sikerült először az "egy-emberes" szedőgépet megszerkesztenie, vagyis az olyant, amelynél a szedés, a sorzárás és az osztás művelete egyetlen szedőnek a munkájával végezhető.
Mergenthaler eleinte matrica-sajtoló, tehát mechanostereotípiai szerkezet készítésével bíbelődött, s csak idővel, nagy-fokozatosan alakult ki fejében a soröntő gépnek az ideája. 1883-tól kezdve már ebben az irányban tapogatódzott, pénzes csoportot is szervezett az eszme megvalósíthatása végett, de mindjárt eleve nagy baja támadt a Schuckers-féle sorzáró ékek fölhasználása miatt. Egy 1884-es modelljén még a későbbeni Monolinere emlékeztető matricás rudak vannak, s a sor a megszedése és zárása után kéregpapírosra préselődik, amelyen ily módon stereotipálható szövegkép áll elő. A szedőgép öntőszerkezettel való fölszerelése és a közvetlen soröntési rendszerre való áttérés csak 1885-ben következett be, a matricás rudak helyett egyes matricák használata pedig csak 1886-tól fogva kezdődött. Ez utóbbiak tekintetében nagy hasznát vette Mergenthaler az akkoriban föltalált Benton-féle matrica-fúró gépeknek.
A mai értelemben vett Linotype-gép legelső példánya 1886-ban került ki Mergenthaler keze alól; ebben az esztendőben alakult meg véglegesen, az amerikai nagy lapkiadóknak részvételével az unióbeli Linotype-társaság is, amit 1891-ben az angol, 1895-ben a német, 1899-ben pedig a francia "Mergenthaler-féle szedőgéptársaság" megalakulása követett. Külön ilyen társaság létesült az idők folyamán Kanadában is.
Ottmar Mergenthaler megérhette ugyan szedőgépének a sok tekintetben való nagy diadalát az összes konkurensei fölött, de a roppant munka véghezvitele az egészségébe került. Szervezetét tüdővész ásta alá, s hosszú esztendőkön át való kétségbeesett bolyongás lett az élete egyik klimatikus gyógyítóhelyről a másikra. Mindhiába: 1899. október 28-án, negyvenöt éves korában utolérte őt a halál.
Emlékének szobrot állítottak a New York-i Pantheon épületében, s Mergenthaler-intézetnek nevezték el azt a nagyszabású nyomdászati szakiskolát, amelyet 1924-ben nyitottak meg Baltimore városában, a Linotype föltalálása körüli emésztő sok munkának a fő-fő színe-helyén. De emlékét hirdette az 1920-as évek végén működésben levő hatvanezer ilyen gép is.
Lássuk, hogyan dolgozik a Mergenthaler-féle Linotype. Itt természetesen csak az 1900 előtt működésben volt ilyen nevű szedőgépek munkájáról szólunk, az eredeti Linotypeéről, amelyet most közönségesen "Simplex Linotype"-nek neveznek, de amely tartóssága és működésének biztossága révén máig is közkedvelt.
Ez a Linotype – mint köztudomású – matricákat soroz egymás mellé, s ha azok sorrá alakultak: kizárja őket. Kizárás után az öntőszerkezet elé kerül a sor, ahol a betűöntéshez hasonló módon leöntődik és betű magasságra igazítódik. Öntés után a matricasort, amiből a kizáró részletek önmaguktól eltávolodnak, emeltyű ragadja meg, s fölemelve, a gép fölső részén levő osztószerkezetnek adja át. Itten kiemelkedésekkel ellátott forgó tengelyen csúsznak végig a bevágásos matricák mindaddig, míg a megfelelő kiemelkedésbe nem akadnak, amikor azután a forgó tengely alatt levő tartójukba esnek. A gépet motor működteti, a szedés meg billentyűzve történik. Ha a szedő a sort végigbillentyűzte: csak a jobb keze felől levő kis emeltyűt kell megnyomnia, hogy a kizáró-, öntő- és osztószerkezet működésbe jöjjön.
A Linotype klaviatúrája a korábbi szedőgépekéhez képest meglehetősen mélyen fekszik. A billentyűk száma kilencven. Közvetlenül a billentyűk fölött van a kézirattartó, ettől balra pedig a matricák gyűjtőhelye, az úgynevezett szedővas avagy sorjázó. Fölöttük van üveglap alatt a gyűjtő szíj, mely a billentyűzéskor tartójukból kiesett matricákat a továbbító szíjnak adja át, hogy ez a sorjázóba vihesse őket. A továbbító szíjjal érik el azt, hogy a közelebb fekvő, de későbben elszabadított matrica ne előzhesse meg a távolabbi tartóból jövő, de korábban lebillentyűzött matricát. A továbbító szíj tárcsájától megint balra van a gázzal hevített öntőkazán, ez előtt pediglen az öntőkeréknek nevezett alkotórész, benne az öntőformával. Öntés után a kerék fordul egyet, s a megöntött sor kések alá kerül, amelyek simára gyalulják, hogy azután teljesen kész állapotban a gyűjtőhajóra helyeződjék. A sorjázó fölött vannak az ék alakú kizáró pálcikák, melyek szintén billentyűnyomás következtében foglalják el helyüket a sorban. A kizárás nyomás által történik, mely az ékeket fölfelé tolja s ezáltal a szavak közti hézagokat egyformán nagyobbítja.
A matricák harminc milliméter magas, húsz milliméter széles, a betűképhez képest különböző vastagságú sárgaréz-lapocskák voltak már kezdetben is; egyik élükön volt a betűkép, másikon pedig rovátkos szélű bevágás, amely utóbbinak révén az automatikus elosztódás történt. 1899 óta a Linotype matricáit úgy csinálják, hogy kevert szedés is állítható elő velük. Az új matricákon két betűkép van: a fölső a rendes szedés betűjét mutatja, az alsóbbik a kiemelő betű (kurzív, félkövér típus stb.) képe. Ha a szedő azt akarja, hogy a sor bizonyos szavaiban a matrica alsó betűképe öntődjék le: mindössze egy fogantyút kell néki lenyomnia. Van különben olyan készülék is a Linotypeen, amely lehetővé teszi az egyes matricasorok többszörösen való leöntését is.
A klaviatúra fölött levő matrica-tartóban – közönségesen használt szóval: magazinban – vagy ezernégyszázra menő ilyen sárgaréz-lapos matrica van elhelyezve.
A régebbi szedőgépekkel szemben a pontosan kidolgozott, biztosan működő szerkezeten kívül igen nagy előnye volt a Linotypenek, hogy a kezelése igen egyszerű volt, a billentyűzet már a legcsekélyebb érintésre is reagált, a szedő kényelmesen üldögélhetett munkája közben, szedését a sor megöntése előtt átolvashatta, s az esetleg beléje csúszott hibát idején kikorrigálhatta. Ezért, s mert a matricák hamis elosztódása a Linotypenél nem lehetséges: a szedéshiba – jó szedőt föltételezve – már eleve is kevesebb volt a Linotypeen való munkánál, mint a más gépen valónál; meg a kézi szedésnél is.
A folyóbetűk kicserélése a Linotype kezdeti időszakában úgy történt, hogy a szedő a matricákat a magazinból egyenkint kiszedegette, s másokat – mondjuk petit helyett garmondot – rakott be helyettük, ami vagy háromnegyed órányi időt vett igénybe. Egyszerűbb dolog volt az ilyen folyóbetű-változtatásnál a külön magazin használata, amely esetben a magazinokat tíz-tizenöt perc alatt is át lehetett cserélni.
A sorok ritkítása kétféleképpen történhetik a Linotype-pel való szedés alkalmával: vagy egyszerűen csak tágítók, "térzők" segítségével, mint azt a kézi szedésnél megszoktuk, vagy pedig úgy, hogy megfelelően nagyobb törzsökű öntőformát állítunk be, példának okáért a garmond betűnagysághoz cicerót.
A Linotype öntőszerkezetének fűtéséhez, vagyis a betűfém megolvasztásához kezdetben csak világítógázt avagy petróleumot használtak; későbben a villamos árammal való fűtés nagyban elterjedt. Magának a betűfémnek az összeállítása azonban már kezdettől fogva elsőrendű fontosságú volt, s a szedőgépes üzemek általában külön erre a célra ötvözött fémet használtak a Linotypejeiknél; legtöbb galibát ugyanis az okozta, hogy a minden áron takarékoskodni akaró nyomdász-ember ócska betűkből, miegymásból maga próbálta meg összeötvözni a Linotype-fémet.
A Linotype föltalálójának, Mergenthalernek gondosságát dicséri az is, hogy gépét egy sereg mindenféle biztosító szerkezettel látta el, amelyek zavar esetén automatikusan megállítják a gépet. Ennek következtében az alkatrészek törése nem igen fordulhat elő, s a gép öregedése is főképpen csak egyes könnyen pótolható részek – rúgó-félék – stb. kopásában nyilvánul meg.
A Linotype gyártására hatalmas tőkeerejű részvénytársaságok alakultak, s mind kereskedelmi, mind pedig technikai tekintetben imponáló eredményeket értek el. A javítások és tökéletesbítések egymást követték a gépen; ezek közül 1900 előtt legjelentékenyebb volt a két-betűs matricáknak a bevezetése. Hogy azóta micsoda fontosabb újítások történtek a Linotype-en: a következőkben fogjuk elmondani.
Németországba 1895-ben került az első Linotype szedőgép, Magyarországra 1900 elején a Budapesti Hírlap nyomdájába. Azóta rohamosan szaporodott itt is.
Említettük már, hogy a Schuckers-féle kettős sorzáró ékek szabadalma Mergenthaler első modelljeinek megszerkesztése idejében John Rogers mérnök kezében volt, aki a szabadalom átengedéséért horribilis összeget fizettetett a Linotype gyártását finanszírozó társasággal. Ez a Rogers a szabadalmat eredetileg a maga "Impression Typograph" elnevezésű mechanostereotípiai készülékéhez szerezte meg, ami a maga matricasajtolgató munka-metódusával ugyan nem sokat ért, de éppen e haszontalanságánál fogva apródonkint rávezette Rogerst, hogy másirányban: a soröntés terén keresse a megoldást. 1886-ban Rogers már nagyban dolgozott is az újabb, most már kész sorokat öntő gépén, amelyet Typograph-nak nevezett el, s amelynek gyártására 1888 tavaszán társaság is alakult.
A nagytőkéjű Linotype-társaság elkeseredett harcot indított a veszedelmes konkurens ellen; megvásárolta a Typograph-részvények többségét, meg magát Rogerst is, s ilyen módon a Typograph gyártását az Egyesült Államokban, majd meg későbben Angliában is lehetetlenné tette. Rogersnek egyik korábban való társa: Fred Bright erre Kanadában alapított a Typograph gyártására részvénytársulatot, németországi szabadalmait ugyanez időtájt a berlini Loewe-gyárra ruházva át. Mindkét helyen szorgalmasan gyártották a Linotypenél sokkalta egyszerűbb és ezért jóval olcsóbb Typographot.
Ez a Typograph szedőgép főbb részeiben a matricatárból (drótszálakkal átvont, hátrahajtható ún. "kosár"-ból), billentyűzetből, a matricák gyűjtőhelyéből vagyis a sorjázóból, a kizáró mechanizmusból, az öntő szerkezetből és az öntőformából áll, akárcsak a Linotype és a későbbi soröntő gépek mindenike.
A Typograph "kosara" mindegyik drótszálának fölső végéri bizonyos betűnek kellő számú matricái függnek, s a megfelelő billentyű megnyomintásakor egy-egy matrica kikapcsolódik és saját súlyánál fogva a dróton lesiklik. A kizárást eszközlő karikáknak, melyek egyik oldalukon keskenyek, aztán folyton vastagodnak: külön billentyűjük van. Ha a lebillentyűzött matricák a sorhosszúságot megközelítik: a szedő a kizáró tengely forgatása által a sort egy-két pillanat alatt kizárja, s az öntő szerkezetet egyetlen kézmozdulattal működésbe hozza. A többi művelet, így az öntés, gyalulás és a kész sornak a többi mellé sorakoztatása – csakúgy mint a Linotypenél – önműködően történik pillanatnyi idő alatt. Ennek megtörténte után a szedő a kosarat fölemeli s hátrahajtja (újabb gépeken ez is automatikusan végződik), miáltal a matricák saját súlyuk következtében a dróton végigcsúszva, eredeti helyüket a kosár fölső végén ismét elfoglalják, vagyis ekkor már el is vannak osztva. Hiba az ilyes elosztódás alkalmával nem fordulhat elő, mert drótját a matrica soha el nem hagyja. A kizárásra használt karikák pedig a kosár hátrahajtásakor önműködően jutnak vissza a helyükre. A rendes nyugvóhelyére került matricát zárókészülék tartja veszteg a kosár előre- és hátrahajtásakor mindaddig, míg a billentyű megnyomása által újra ki nem kapcsolódik.
A matricákat hordó kosár a gép mintegy önálló alkotó részének tekinthető, s igen gyorsan kicserélhető valamely más fajtájú betűket tartalmazó kosárral.
A Typograph billentyűinek száma nyolcvannégy, ami ugyanannyi betűjegy matricájának felel meg. A matricák száma egy-egy kosáron hétszáz körül jár; ezenfölül a ritkábban előforduló jeleknek kézi matricáik vannak, amelyeket szükség esetén kézzel illesztenek bele a szedés alatt levő sorba.
Minálunk az első Typograph szedőgépet 1896 vége felé állították föl a Pallas-nyomdában. Évek hosszú során dolgozgattak rajta; a szabadalmi hivatal találmányi leírásainak a szedéséhez használták.
A Linotype és Typograph sikereinek híre nem akadályozta a másféle szedőgépi megoldásokkal foglalkozó föltalálókat abban, hogy időnkint a maguk korszakot alkotónak hirdetett találmányaival teleharangozzák a sajtót.
1887-ben az olasz Codignola csinált olyan gépet, mint aminő volt a Westcotté. A gép egyes betűket öntött s végnélküli acélszalagon szállította azokat a gyűjtőhelyre. A grazi Praunegger Ferdinánd és a francia Desjardins is megpróbálkoztak ez idő tájt szedő- és osztógép szerkesztésével. Az utóbbinak gépe a Thorne-féléhez hasonlított.
1888-ban két mechanostereotípiai készülék mellett verték a reklám dobját. Egyik volt a német Schmidt és Wesselé, a másik a belga Turbeliné. Nem volt egy csöpp gyakorlati értékük sem. Ugyanekkor az angol Porter megjavította a már 1880 óta hirdetett szedésgyorsító készülékét, de így sem igen vásárolták.
A berlini Wentscher mérnök ekkoriban már "egy-emberes"-nek hirdetett szedő- s osztógépe meglehetős hírnévre vergődött. A föltaláló a régibb szerkezetek összes előnyeit igyekezett egyesíteni a gépében, s különösen a sorzáró készüléke igen érdekes volt. Betűnek és sorzárónak nyolcféle vastagsága volt (ezt a rendszert később a Monoline is átvette), s összeadó szerkezetről olvasta le mindig a szedő, hogy minő spáciumokat kell beosztania az ideiglenes szóközi pálcikák helyébe. Szép gép volt a Wentscheré és elég jó is, de tíz esztendőt késtek vele; a Mergenthaler Linotypeje megszállva tartotta már a piacot, s a szedő-osztógépeknek bealkonyult.
Nem érvényesülhetett többé a MacMillan remek gépezete sem, amelyet azonban még sokáig egyre javítottak és tökéletesítgettek. Ez a gép kettős állványzatú volt; kombinálva volt benne a szedést és a sorzárást végző mechanizmus; egyetlen szedő billentyűzgetése következtében mind a két munkafolyamat automatikusan ment végbe. Külön, jól működő osztógépe is volt MacMillannak.
1889-ben Gustafson amerikai svéd mechanikus szedés-gyorsító készüléket szerkesztett, mégpedig Lagerman nyomán. Az ára csak hatvan forint volt, de csupán néhány-amerikai nyomdában került használatba. Ugyanebben az évben Amerikában is szerkesztettek valami "The Dow" nevű szedőgépet. Állítólag a Kastenbeinéhez hasonlított.
1890-ben a chicagói Odell osztógépet, a francia Retaux pedig szedő- és osztógépet csinált. Az utóbbinak gépe is, a "Retauxgraphe", a Kastenbein-gép alapeszméjének a fölhasználásával készült.
1891-ben R. Carpenter "Logotyper" névvel olyan gépet szerkesztett, amely szótagok s szavak matricáit szedegette össze, s aztán leöntötte. A sorzárás kézzel történt.
1892-ben az amerikai Beales matricákat sajtoló, tehát mechanostereotípiai készüléket alkotott, a dolog természeténél fogva igen gyönge eredménnyel. Halva születtek Johnson, Kletzker és Goesel matrica-sajtoló, a szaksajtóban is huzamos időn át reklámozott készülékei is.
1893-nak nagy eseménye volt a Monoline föltalálása. Ez is soröntő gép. A baltimore-i, majd brooklyni Linotype-gyár 1892-ig való üzemvezetője: Wilbur Stephen Scudder találta föl, s már 1893-ban nagy kitüntetést kapott érte a chicagói világkiállításon.
A Monoline sokkalta egyszerűbb s ennek következtében olcsóbb is, mint a Linotype. Nyolcféle csoportra oszló matricás rudacskáinak mindegyikén tizenkét-tizenkét egyforma szélességű betűnek a matricája van együtt. A billentyűző-szerkezet fölött balra van a matrica-tartó, melynek kilenc csatornája közül nyolc a matricás rudakat foglalja magában, egy pedig a szavak közé való kizárást. A kizáró-pálcikák két vékony, lapos acéllécből állanak; ez acéllécek közé szorul a kizárást eszközlő ékforma acéldarab. Ha ez föllebb nyomatik: tágítja a lapos kizáró-léceket, miáltal a sor kizárása egyszerre s egyenletesen történik. A kissé komplikált osztó szerkezet a matricás rudacskák különböző hosszúságú fogantyúinál fogva s ezenkívül tapogató tűk segítségével viszi helyükre a már leöntött matricákat. Öntőkészülék és minden egyéb meglehetősen hasonlít a Linotypenél ismertetett szerkezethez.
A Monoline gyártását még 1893-ban megkezdte az energikus Scudder. A Linotype-társaság azonban résen állt, s már 1894-ben szabadalombitorlási pört indított az új szedőgép csinálói ellen. Főképp a már Mergenthalertől is használt matricás rudacskákról és a kizáró-pálcikákról volt szó ebben a pörben. Scudder ekkor a kanadai Montrealba helyezte át gyártelepét, ahol tíz éven belül vagy ezerkétszáz Monolinet készítettek, főképp az ausztráliai, dél-amerikai és dél-afrikai nyomdákat látva el eme gépekkel. Természetesen Kanadában is sok tipográfia használta.
Európába 1895-ben hozták át a Monolinet, s csakhamar megkezdték a gyártását többfelé is, így a németalföldi Rotterdamban és a berlini Fischer-féle gépgyárban. A régi magyar-osztrák monarchiának nyomdái számára a steyri fegyvertár gyártotta, s többek közt a bécsi Neue Freie Presse meg a budapesti Pester Lloyd napilapokat is éveken át Monolinenel szedték.
Ugyancsak 1893-ban egy újfajta gép merült föl: R. H. Saint-John "Typobar"-ja, mely matricákat sorozott egymás mellé, azokat kizárta s e kemény matrica-sort betű-magasságú és szisztematikus szélességű (petit, garmond stb.) ólomreglettába nyomta.
E géppel egyidős volt a remek mechanizmusú chicagoi Webster-féle szedőgép, de a soröntő gépekkel már ez sem versenyezhetett.
A szintén chicagói Paul Cox is föltalált ekkoriban valamely betűszedő gépet, mégpedig automatikus kizáró szerkezettel kapcsolatosat. Már a gép neve is erre utal: "The Cox Selfspacing Typesetting Machine". A sorzárás kezdetben hullámos ólomlemezkékkel történt, későbben azonban már ékeket szedtek a szavak közé; ezeket az ékeket a sor megteltekor a szükséghez képest kijjebb húzták avagy beljebb tolták.
1894-től számítható az amerikai Lanston szerkesztette Mononotype érvényesülése, mely sokáig a legkülönb volt az egyes betűket szedő és öntő gépek között. Ez tulajdonképpen két, külön gépezetből áll. Az első valamely szedő által kezelve, előkészíti a munkát a második gépezet számára, amelynek kezelését tanult betűöntőre kell bízni. Mind a két gép sűrített levegővel dolgozik, az öntőgéphez ezenfölül csekélyebb mértékű villamos avagy egyéb hajtóerő is kell. Az első gépezet külsőleg hasonlít az általánosan használatban levő írógépekhez, csakhogy azoknál jóval nagyobb. De már a szerkezete más: csupa finom rúgóból, csőhálózatból, acél fogaskerékből, rúdból s karból áll. Fontosabb alkotó részei a billentyűzeten kívül: a harmincegy karton-lyukasztó pálcika, a sormérő és a számokkal telenyomtatott kizáró dob, amely utóbbinak segítségével történik a szóközök egyenletes megállapítása és a sornak a kizárása. A Monotype írógépének a működése különben nagyjából olyan, mint a közönséges írógépeké. A szedő zongorázás módjára nyomogatja a gép elülső részén levő billentyűket, s ezek emeltyűk útján a gép hátulján levő papirosra hatnak. Csakhogy itt a papiroslap helyett orsókra vont vékonyka kartontekercs van, s az emeltyűk hordta írógépbetűket kis acélpálcikák helyettesítik. Billentyűzés alkalmával az illető betű a sűrített levegő közvetítésével mozgásba hoz egy, esetleg két acélpálcikát, amelyek egy-egy kerek lyukat ütnek az orsóról automatikusan legombolyodó kartontekercsbe. Ugyanekkor a sormérő mutatója is egy betűszélességnyivel odébb halad. Így történik a, billentyűzés s a kartontekercs lyukasztgatása mindaddig, amíg nyolc-tíz betű híján a sor meg nem telt. Ekkor csöngettyűszó figyelmezteti a szedőt arra, hogy a sorzárásnak s a szóközi hézagok arányos elosztásának az ideje elérkezett. Érdekes szerepe van ebben a kizáró dobnak, amely tulajdonképpen olyan mechanizmus, amely a sor telezárásának szempontjából fennmaradó tér nagyságát úgynevezett "set" (angol szó; annyi mint: szedési) egységekben adja meg. Billentyűzés alkalmával a dob előtt levő mutató egy fogasrúd közvetítésével annyi kocka-magasságnyira szökik föl, ahány szó a sorban van; mikor aztán a sor kizárásra kész: a dob a neki megfelelő billentyű megnyomintására annyira fordul, amennyire a sorzáró készüléknek a fogasrúdja a sor végén megengedi. A szedő már most a számmutató segítségével leolvassa a dobról annak a két billentyűnek a számát, amelyeknek megnyomása következtében a szóközi hézagok arányos elosztása s a sor kizárása önműködően történik. Mindez boszorkányos dolognak tetszik az avatatlan szemlélő előtt, de valójában meglehetősen egyszerű valami. Minden Monotype-betűnek a vastagsága "szisztematikus": az 5 és 18 tizennyolcad-négyzet közé eső vastagságnak valamelyike, tehát a gép számláló szerkezete által egységekben összeadható. Ép ezért oszlopos szedésnek meg egyéb táblázatos munkáknak a szedésére is igen jól használható a Monotype.
A Monotype-gép billentyűinek összes száma kétszázötvenhét; a tizenegy centiméter széles kartontekercs vagy negyvenezer betű fölvételére elegendő. A tekercs szövegének szedés közben való leolvasása egy fémfésű segítségével történhetik.
A szedői munka elvégezte után a telelyuggatott kartontekercset leveszik az írógép orsójáról s az öntőgépezetnek az orsójára teszik át. Itt a kartontekercs egy harmincegy lyukkal ellátott hengeren át csavarodik le; a henger lyukacskái közül rendszerint kettő találkozik a kartontekercs átlyukasztott helyeivel, míg a többit a vékonyka karton szorosan letakarja.
Az öntőgépben sűrített levegő szolgál az említett henger lyukacsaival – finom csövecskéknek a segítségével – összeköttetésben levő rudacskák lenyomására. Valahányszor egy-egy rudacska a kartontekercs átlyuggatott pontjával találkozik, vagyis födetlen marad és a sűrített levegő ott kimehet: az illető, vele összeköttetésben levő és a sűrített levegő nyomása által addig visszatartott rudacska az ellenállás csökkenése következtében fölszökken. A kartontekercs tehát önműködően lecsavarodván az előbb említett lyukas hengeren át: a karton átlyukasztásai szerint az ide-oda ugró matrica-szán más-más matricát helyez az öntőgép nyílása fölé, s az alatta levő ólomfecskendő megönti az ott levő matricának megfelelő betűt, mely teljesen hasonló a mi szekrényből szedett típusainkhoz. A teljesen kész betűt aztán acélcsipesz ragadja meg, s a gépen alkalmazott sorjázóba viszi. Így megy ez egymásután, szinte az úgynevezett komplett betűöntő gépeknek gyorsaságával. A szedéshasábok éppen úgy kerülnek tördelés meg korrigálás alá, miként azt a kézi szedésnél megszoktuk.
Hogy a Monotype két gépből áll: a napilapok előállításánál a sor öntő szedőgépekkel szemben bizonyos hátrányt jelent. Egyéb téren azonban ennek is megvannak a maga jó oldalai. Így például az is, hogy ha a már kinyomtatott szedést vissza is dobták az olvasztó katlanba: a perforált kartontekercsekről a szedés bármikor újra kiönthető, mi által elkerülhető az a gyakran igen nagy összegekre menő veszteség, melyet az "állva maradt" szedés okoz. Természetesen többféle betűnagyság is – például petit, borgisz, garmond, ciceró stb. – önthető rajta. Egyszerűen ki kell cserélni a matrica-keretet egy másikkal, amelynek matricái megfelelően kisebbek vagy nagyobbak, s a sorjázó szélességét ehhez képest szabályozni.
Az 1895-ös esztendő valamennyi közt legtermékenyebb volt új szedőgépek szabadalmaztatása, bemutatása és mindenek fölött reklámozása tekintetében. Úgy látszik, a soröntő gépek diadalmas előretörése nem kedvetlenítette el sem a professzionátus, sem pedig az alkalmi föltalálókat.
Ekkortájban egy dominikánus barát, Calendoli csinált újfajta és igen érdekes szedőgépet. Gépének fő-fő része egy fémcső-csoport; a csövek szorosan egymás mellé vannak illesztve, s négy elrekesztett csoportra oszlanak, egyenkint harmincegy csővel. E csövek mindenike százötven-kétszázötven betűt tartalmaz. A csőcsoport elektromos összeköttetésben áll a billentyűszerkezettel. A kizárásnak a jegyei a billentyűszerkezet mellett sorakoznak; s pedálnak a nyomogatásával vitetnek a kellő helyekre. Calendoli betűi nagyban különböznek a nyomdai ólomtípusoktól. Magasságuk mintegy hat milliméter, vastagságuk a borgisznak felel meg, s a talpukból fölfelé nyúló horony üregessé teszi őket. Ennél a horonynál fogva vezetődnek a betűk arra a lécre, amelyen a kizárás történik. Midőn a szedő a billentyűt megérinti: az alkalmazott elektromos áram hatása következtében a megfelelő csövecskéből egy betű esik a vezető lécre, hornyával beléje kapaszkodva; villámgyorsan végigfut rajta s megállapodik egy másik lécen, ahol a kizáró anyag pedál és billentyű segítségével rakatik az immár sorokká nőtt szedésbe. A különleges formájú betűtípusokat külön öntőgép állítja elő és tömködi a szedőgép csöveibe.
Calendoli gépének gyártására nagy tőkeerejű társaság alakult Párizsban, de a gépek – a föltaláló ötvenezer betűre tette az óránkint való munkaképességüket – csak nem akartak elkészülni. A világháború idejére elfogyott a pénz is, s elhallgattak a csudagéppel is.
Ugyancsak 1895-ben nagy érdeklődést keltett a berlini Vorreiter és Müllendorff föltalálta "Autotype" nevű szedő- meg osztógép. Ez a hengeres formájú gép villamosságnak a segítségével működik, mégpedig automatikusan. A magassága egy méter, szélessége pedig fél méter. Két átellenes oldalára egy-egy hasábhajó van alkalmazva, amelyek egyikén a gép által elosztandó kinyomtatott szedés áll, a másikra pedig a gép rakja a megszedett sorokat. A szedés egy írógépen való billentyűzéssel veszi kezdetét. Ez az írógép különféle alakú lyukakat vág a papirosba, amelyek mindegyike egy-egy betűjegynek felel meg. A korrektúra azután ezen az össze-vissza lyuggatott papiroson történik, mégpedig úgy, hogy a hibás helyeket kivágják s helyükre a megfelelő lyukacskákkal ellátott papiros-darabocskát ragasztják. A keresztüllyuggatott papirost ekkor egy úgynevezett elektromos érintő készülékbe helyezik, amely minden egyes lyukacskát megvillanyoz. Áttéve már most a papirost a szedőgépbe, az ott levő állandó elektro-magnetikus áramra a papiroslap olyan hatást gyakorol, hogy az áram a betűtartóból a lyukacskáknak megfelelő betűket egymásután kilöki és egymás mellé sorozza. A kizárás szintén automatikusan történik, mégpedig egy önműködő számoló készülék segítségével, amely az egy sorban szükséges szóközi beosztásokat összeadja s azokat aránylagosan ismét széjjelosztja. E művelet során egy tartó ugrik elő, amely a kizáró darabokát foglalja magában tízféle vastagságban, s ezek közül az éppen szükségesek a szavak közé tolódnak. A hézagok helyei már szedés közben megjelöltetnek egy-egy ideiglenesen szedett kizáró darabbal. Az osztás elektro-magnetikus áram segítségével a szedéssel meg a kizárással egyidejűen történik. Az osztóhajóról soronkint leemelődik a szedés és minden betű a maga tartójába jut. Ha valamelyik betű tartója megtelik: az osztószerkezet működése csöndesen megszűnik, épp úgy a szedőszerkezeté is, ha valamelyik betű elfogyott.
Ekkoriban (1895) készült el a minneapolisi Goodson a maga a Monotype módjára egyes betűket szedő és öntő "Graphotype"-jével, s csakhamar ötmillió dolláros alaptőkéjű hatalmas társaság alakult a gép gyártására. A "Graphotype" tulajdonképp hármas szerkezetből állott: írógépből, perforáló- meg öntő-apparátusból. Az írógépen kézirat készült, a perforáló szerkezet ezt ugyanakkor automatikusan meglyuggatta, s az öntőgép az egyes betűket a perforált lyukrendszer nyomán ugyancsak automatikusan kiöntötte – volna. A baj, éppen úgy, mint a Vorreiter és Müllendorff "Autotype"-jénél is: ottan volt, hogy a fölsorolt automatikus munkák elektromágneses úton történtek volna, márpedig az elektromos kapcsolódásoknak zavartalan üteme és biztossága a szedőgépek céljára nem elegendő. Az ötmillió dollár elúszott, s húsz esztendeje hír sem hallik a különben meglepően zseniális elgondolású "Graphotype"-ről.
A Goodson "Graphotype"-jével rokon Mérai Horváth és Rozár féle "Elektrotypograph" első szabadalmai szintén ez időből valók, de a gép kidolgozásának javarésze a későbbeni évekre esik, s így csak később szólunk róla.
Ugyancsak ez évben (1895) jelent meg a piacon az amerikai Converse szedőgépe is; a sorzárás ékformájú acél-spáciumokkal, automatikusan történt rajta. Kurzívot és a magazinok cserélgetése útján hétféle betűnagyságot is lehetett szedni ezen a gépen. A hannoveri Salomon kizárókészüléket szerkesztett ekkor; a berlini Wolters Ottó pedig matricákat szedő és ezekről sorokat öntő gépet csinált, de jobbára csak a Linotype nyomán; az első gép bemutatása után megindult szabadalombitorlási pörben el is vérzett Wolters. A New York-i Dow mérnök is megpróbálkozott újra egy a régi szerkezetekből összekompilált újbetűszedő géppel. Ugyancsak Amerikában egy másik új szedőgépet is reklámoztak ebben az időben, a "Trane" elnevezésűt, amelyhez állítólag semmiféle motoros hajtóerő sem kellett.
A baltimore-i Fowler olyan matricasajtoló szerkezetet csinált 1895-ben, amelynél az acélbélyegek kemény ólom-lapba préselődtek, s ez ólomlapról készült azután a stereotípiai lemez. A szintén amerikai Wacle és Charles Sears mechanostereotípikus gépei hasonlítottak a Fowleréhez, de nem ólomba verődtek a patricák, hanem fába, s a sorok megöntése közvetlenül a famatricáról történt. Ugyancsak ebbe a szerkezeti kategóriába számítható az amerikai eredetű Heath-féle "Matrix Typograph", amely a sorok zárásához olyanforma kalkuláló eszközt használt, mint aminőt a Monotypenél láttunk. Egyebekben a Heath-féle találmány nem sokat ért.
E kisebb-nagyobb, jobbára jelentéktelen szedőgépféléken túl legérdekesebb nyomdászati szabadalmai az 1895-ik évnek azok, amelyek az addigi rendszereken és próbálkozásokon túlnőve a fotografikus szedőgép eszméjét hordozták magukban. Két ilyen szabadalmi igényt jegyeztek be akkoriban Angliában: egyik volt a Friese-Green W.-é, másik pedig a magyar Porzsolt Jenőé. Az utóbbinak fotoelektrikus készülékénél az egyes, különálló betűtípusok egy forgó dob segedelmével fotografálódtak volna.
1896-nak egyes betűket öntő és szedő és aztán sorrá forrasztó érdekes találmánya volt a brooklyni Lucien Brott "Composite Typobar"-ja. A gépnek annyi öntőformája volt, ahány betű van az ábécében. Az itt öntött igen kurta betűtípusok a szedőszerkezetnek csatornáiba vezetődtek, ahonnan a billentyűzgetés következtében mindig egy-egy megfelelő betű nyomult ki a sorjázóba. A sorok zárása rövidke acél-ékekkel történt; ha a sor készen volt: fölemelődött egy öntőkészülékhez, ahol pillanatnyi idő alatt rendes nyomdai betűmagasságra kiegészítő, a spáciumos hézagokba is behatoló tömör lábat kapott a sor.
Az amerikai William Berri érdekes gépe matricákat szedett össze sorrá, s aztán a sort leöntötte; de mert minden matrica mellett vékony fal volt: öntéskor nem összefüggő sor, hanem mindmegannyi különálló betűtípus keletkezett.
"Platrotype" néven a berlini lapok 1896-ban oly szedőgépnek az eljövetelét harangozták be, amely egy perforált kartonszalag nyomán óránkint húszezer példányos gyorsasággal szed, s még csak "betűszedő sem kell hozzája".
1897-ben egyes betűket szedő és öntő új gép volt Amerikában a "Tachitype". Jó gépnek kellett lennie, mert föltalálójától, Johnson Franktól a Linotype-társaság a gépet szabadalmastul-mindenestül megvette.
Sorzáró gépet az amerikai Enisson és Honiss szerkesztettek ebben az esztendőben. A szedőgépen szedett záratlan sorokból kiágaskodó ideiglenes spáciumokat egy kis számláló készülék vette számba, s összeadva meg elosztva a még szükséges záróegységek mennyiségét: kellő billentyűzésre a gép maga tolta a végleges ólomspáciumokat a szavak közé.
A clevelandi Forth, a missourii Botz és a berlini Faber tiszteletes matrica-sajtoló szerkezetei a többi mechanostereotípiai találmány sorsára jutottak: a szakképzett, jó nyomdászok már eleve nem vették őket komolyan.
1898-ban a clevelandi Benjamin Bellows mérnök megcsinálta a maga "Electric Compositor" nevű soröntő gépezetét, amelynek különösen a matrica-elosztó szerkezete volt újszerű és érdekes, a nagy vasúti állomások vágányrendszerére emlékeztető. A matricák oldalán kis lyukacskák voltak, s acéltűk tapogatták ki rajtuk, hogy melyik matrica melyik vágányra való.
A már emlegetett Gally Merrit olyanféle szedő-öntő gépet talált ki ekkoriban, mint aminő a "Composite Typobar" volt, vagyis egyes betűket öntött, s ezeket sorrá egyesítve tömör lábat öntött aztán alájuk.
1898-nak érdekes újdonsága még a föltalálójáról, az angol Gilbert Stringerről "Stringertype"-nek keresztelt, egyes betűket szedő és öntő gép. A matricák egy olyan henger fölületén voltak elhelyezve, mely a billentyűzés következtében mindig úgy fordult, hogy a megfelelő matrica tapadt az öntőszájhoz. Stringer e gépe nem sikerült úgy, ahogy a föltaláló elképzelte, és ezért idővel más megoldáshoz folyamodott. Javarészt kompiláció volt aztán is a munkája, mint a többi föltalálóé is általában.
A londoni M. W. Smith 1899-ben bemutatott, egyes betűket szedő-öntő gépe nagyjából a Monotypere hasonlított, de mögötte maradt, mert még sorzáró apparátusa sem volt.
1900-ban Schleicher Károly bécsi betűöntő hozakodott elő ugyancsak egyes betűket szedő-öntő géppel. Közvetlenül a billentyűzgetés következtében egyes betűmatricák ugráltak elő, s leöntődve, a kész betűk hajóra kerültek, s ott sorokká lehetett őket zárni. Ehhez természetesen külön ember és esetleg külön sorzáró készülék is kellett.
A szedőgépek az európai kontinensen – dacára a tengerentúli országokban való nagy elterjedettségüknek – a 19. század végén még nagyon ritkák voltak. Hazánkban ekkoriban mindössze a Pallas Irodalmi és Nyomdai Részvénytársaság volt az, amely kísérleteket tett a szedőgépek magyar nyelvű szedéshez való használatával. A Lagermann typotheterjével is próbálkozott, de ennek szerkezete nagyon kényesnek bizonyulván, később a typographot alkalmazták nyomdájukban.
Magyarországon az első könyv, amelyet szedőgéppel szedtek May Károly: A csendes-óczeánon c. könyve volt, melyet Szekrényi Lajos fordított magyarra, 1898-ban jelent meg Budapesten, a Szent István Társulat kiadásában, és a Pallas nyomdájában készült.

### A 20. században
A huszadik század hajnalán a szedésgyorsítás lehetőségei tekintetében már tisztábban láttak a szaktechnikusok, mint az elmúlt századnak rengeteg idevágó találmánnyal terhes évtizedeiben. A csupán nagyon-nagyon kezdetleges eredményeket adó mechanostereotípiai eljárásokkal nem igen kísérleteztek már, s a közönséges betűöntői típusokkal dolgozó, tehát szorosabb értelemben vett betűszedő gépek legjobbjai – a Kastenbein- és Thorne-félék meg az Empire – sem bírták többé a versenyt a matricákról sorokat öntő gépekkel: a Linotype, Typograph és Monoline elnevezésűekkel, meg az egyes betűket öntő Lanston-féle Monotype-pel. Harminc esztendővel korábban még igen jó érvényesülési lehetőségeik lehettek volna, de a század végén a Monotype egyrészt, s a soröntő gépek másrészt már megszállva tartották a piacot, s tartják azóta is, minden csudálkozásba ejtő és szellemes későbbeni találmány ellenére. Hatalmas részvénytársaságok alakultak a gyártásuk mentől nagyobb arányúvá és racionálisabbá tételére, s kedvező részletfizetéses föltételek mellett bocsátották gépeiket a könyvnyomtatók rendelkezésére. A javítások, egyszerűsítések, tökéletesbítések pedig egymást érték e gépeken, úgyhogy biztosság dolgában a Linotype stb. munkája kifogástalanná lett.
Említettük, hogy a Linotype eredetileg csupán egyféle betűjű volt, s hogy kezdetben kézzel kellett belerakni a kurzívos matricákat a gép sorjázójába, ami jókora időveszteséggel járt. Mi sem természetesebb tehát, mint hogy az Amerikai Egyesült Államok, Anglia, Kanada és Németország Linotype-gyárai szinte versenyre keltek, hogy melyikük tud a bajon hamarább segíteni. 1899 körül immár készen is volt a kétbetűs Linotype, amit az jellemzett, hogy minden egyes matrica-lapjába két betűnek a matricája volt belepréselve: mondjuk egy antiqua s egy kurzív vagy félkövér a betű. Az átkapcsolás egyetlen fogással történt. Követte ezt az újítást 1907-ben a kétmagazinos Linotype megszerkesztése, amelynél már négyféle betűt is – mondjuk garmond antiquát és kurzívot, petit antiquát és félkövért – lehetett ugyanegy gépen szedni. 1908-ban a német Linotype-társaság hárombetűs matricákat szabadalmaztatott, az angol társaság pedig megcsinálta a hárommagazinos Linotypeet, ami csakhamar a kontinensünkre is átkerült. A három magazinbeli matricák elosztódását csupán egyetlen gyorsított működésű osztó szerkezet intézi.
Később már négymagazinos modellje is volt a Linotypenek. Sőt csináltak olyan oldalsó magazinokkal ellátott Linotype-eket is, amelyek külön avagy közös billentyűzettel vannak ellátva; az oldalsó, a tartalék- ("split"-) tárakban verzális betűk matricái vannak. E sokmagazinos gépek gyártását főleg az amerikai viszonyok tették szükségessé, ahol igen gyakori eset, hogy a nyomdákban a szedőgépeken kívül nincs is más szedői berendezkedés, s ennélfogva az ott készülő újságok minden címsora és hirdetésbeli keretdarabkája ily Linotypeeken állítódik elő.
Hogy az apróbb javításoknak a 20. század eleje óta se szeri, se száma a Linotypeen: magától értődik. Ezernyi szabadalom védte a gép minden porcikáját s a javítások minden lehetőségét, de mert e szabadalmak az idők folyamán le is jártak: a Linotype-nak állandóan nagy küzdelmet kellett vívnia a konkurensként föl-fölbukkanó más szedőgépekkel. S e küzdelemben nem volt se kegyelem, se szentimentalizmus.
A konkurencia kényszerítette rá a Mergenthaler-féle társaságokat arra, hogy kisebb és ennélfogva olcsóbb Linotype-oket is gyártsanak. Így keletkeztek az egyszerűbb "Ideal" és a többmagazinos "Multi-Ideal" soröntő gépek. Ezek alacsonyabbak a Linotypenél, s a magazinjukban húsz-húsz helyett csak tizennégy-tizennégy a matrica. E kis gépeket az idők folyamán csakúgy ellátták oldalsó magazinokkal és egyéb újításokkal, akárcsak a nagyokat. A 13-as "Multi-Ideal"-nak harmincnéggyel több a billentyűje, mint amennyi a közönséges Linotypeé, s szótárak, katalógusok háromszorosan-négyszeresen kevert szedéséhez is jól használható.
A Typograph folytonos jobbítása érdekében is serényen folyt a munka. 1908-ban megcsinálták hozzá a kétbetűs matricákat, majd automatikussá, illetőleg egy emeltyű megnyomintásától függővé tették a kosár hátrahajlását s ezzel a matricák elosztódását; 1914-ben pedig "Universal-Typograph" elnevezéssel a gép új, sok tekintetben megjavított modelljét hozták forgalomba. Vannak a gépet gyártó társaságnak különben olyan szabadalmai is, amelyek a most kétbetűs gépnek négy-, esetleg hatbetűssé tételét célozzák.
A Monoline-t gyártó társaság 1899-ben elveszítette a maga nagy pörét a Linotype ellenében, s ezzel véglegesen kiszorult az Egyesült Államokból. A kanadai gyárát pedig megvette a Linotype-társaság, hatalmas összegért: nem kevesebb mint ötnegyed millió dollárért. Hasonló sors érte 1911 után a berlini gyárat, aminek következtében a gép gyártása apránként megszűnt Steyrben is.
Scudder mérnök, a Monoline föltalálója, nem bocsátotta meg a Linotype-társaságnak, hogy szabadalmi pereivel és hatalmas tőke-készségével lehetetlenné tette találmányának az érvényesíthetését. Szövetségre lépett egy Hermann Ridder nevű New York-i újságkiadóval, s újabb támadást készített elő a Linotype ellen. E gép lejárt szabadalmainak fölhasználásával és praktikus újítások bevezetésével szinte egy új Linotype-gépet akartak csinálni. Scudder már 1911-re megcsinálta az új gépnek, az Intertype-nek a modelljét, s legjava szaktechnikusok segítségével annyira tökéletesítette azt, hogy 1913-ban az első ötven példányt már piacra is hozhatták belőle. Vagy harminc százalékkal olcsóbb lévén, mint a Linotype: rögtön el is kelt valamennyi új konkurens gép.
A Linotype-társaságnak felelete erre az volt, hogy nem kevesebb, mint huszonnyolc szabadalombitorlási pert indított az Intertype ellen, s az összes napilapokat elárasztotta a maga hirdetésével, hogy "aki Intertypeet vásárol: büntető eljárásnak teszi ki magát, s a gépe használatában akadályozva lesz". Pöreit azonban jobbára elveszítette, s így az Intertype csakhamar akadálytalanul terjedhetett előbb Amerikában, majd pedig – újabban – az európai államokban, s így nálunk is.
Az Intertype -. mint említettük – nem sokban különbözik a Linotypetől. Több modellje is van: az "A" modell egymagazinos, a "B" kettős, a "C" hármas; a "C-s-m" jelzésű modellnek a három egymás fölébe helyezett magazinon kívül egy oldalsó magazinja is van. A "D-s-m" modell 5-60 pontos betűknek negyvenkét cicerónyi sorszélességig való szedését és öntését teszi lehetővé. A különböző modellek magazinjai egymás közt elcserélhetők.
Az Intertypenek a Linotypeből való konkurenciás célzatú kifejlesztése nem egyedül álló példa újabb időkben.
A használatban jól bevált soröntő gépek szabadalmainak lejártával sorra jelentek meg a piacon oly szedőgépek is, amelyek szerkezete nagyjából a régi gépek szerkezetéből kompilálódott össze, itt-ott egy kis javítással avagy többé-kevésbé praktikus újítással.
Maguk a nagy soröntős gyárak jártak elöl olykor az összevissza-kompilálás példaadásával.
A New York-i Linotype-társaság 1902-ben megcsinálta a maga "Linotype junior" nevű gépét, amelyben azonban több volt a Typograph-ból, mint magából a Linotype-ból. Rajta volt például a Typograph jellegzetes drótkosara is, de már így átkonstruálva, hogy a matricák körben való futamot végeztek a drótszálakon, s így mindig hátra-hátra kerülve egyenlő arányban voltak kitéve a kopásnak. Az öntőszerkezetet már a Linotype-tól vették át a gép megszerkesztői. A gépet Európába "Barotype" néven hozták át.
Ezen a Typographra emlékeztető s Európában egyideig használatban is volt "Barotype"-on kívül csináltak Amerikában egy másik "Barotype"-et is, a Brown-félét (1906), amely tulajdonképpen Linotype-gép volt, de Monoline-matricákkal. Az osztószerkezetet megint a Linotypetől kölcsönözték hozzá.
A kanadai Linotype-társaság "Simplex Style B-Linotype" néven 1906 körül csinálta meg gépének egy új, leegyszerűsített kiadását, amely azonban Európában kereskedelmi forgalomba nem került.
1906 körül egy újabb soröntő gépről kezdtek beszélgetni szakkörökben. "Rototype" volt a neve, s Schimmel Ferenc mérnök találta föl, a Monolinet gyártó steyri fegyvergyárnak korábbi alkalmazottja. Csupa kerék és körbenjáró tárcsa volt ez a "Rototype"; innen is kapta a nevét. Ezt az érdekes gépet Schimmel későbben így próbálta átalakítani, hogy ha kell: sorokat, ha meg úgy kell: egyes betűket öntsön a gép. Nem sikerült; végre is egyes betűket szedő-öntő gép lett a soröntőnek indult "Rototype"-ből. Gyártására a franciaországi Nancy városában rendezkedtek be, 1924 után azonban nem hallottak róla hírt.
Sorok és egyes betűk tetszés szerinti öntésére alkalmas szedőgépet csinált a stuttgarti J. Stamm könyvnyomtató is. Többszörösen kevert szedést is elő lehetett ezen az ügyesen megszerkesztett gépen állítani. 1913 után azonban elhallgattak ezzel az érdekes géppel is.
Az erfurti Otto Koske "Triumph"-nak nevezett, 1908-ban elkészült gépe a Typographra emlékeztetett. A matricái dróton lógtak, s négyféle (mondjuk antiqua, kurzív, félkövér és kövér) betűkép volt rajtuk. Öntés után a matricák – a drótjukról lekapcsolódva – a sorjázó által vitettek vissza a helyükre, s hátulról zárkóztak a dróton lógó többi matricához. A matricák elosztódásának ezt a nehéz problémáját azonban, úgy látszik, mégsem sikerült Koskenak egészen megoldania, mert a gépe kereskedelmi forgalomba máig sem került.
A Linotype első modelljének utánzata volt a General Composing Company által Berlinben gyártott "Herkules" soröntő gép, amelyet 1908-ban "Victorline"-re kereszteltek át, s a londoni nemzetközi könyvipari kiállításon be is mutattak. Voltak újítások is rajta: billentyűinek a száma százkettő volt a régi Linotype kilencvenével szemben, s szivattyú-szerkezete is jobb volt emezénél. A "Victorline" gyártását csakhamar meg is kezdték, s mert az ára jóval kisebb (kb. tízezer pengő) volt a Linotype-ével (tizenhét-tizennyolcezer pengő) szemben: hamarosan el is fogyott belőle vagy száz példány. Dühös szabadalombitorlási pör keletkezett; de mert ez nem biztatott eredménnyel: a Mergenthaler-társaság egy szép napon megvette a "Victorline"-t gyárastul-mindenestül. Ezóta "7-es mintájú Linotype" a "Victorline"-nek a neve.
Kicsiny, egyszerű és olcsó soröntő gép volt 1912-ben a chicagói "Rowotype". Valamelyest hasonlított a Typographhoz, de matricái nem dróton csüggtek, hanem talpon állottak. Billentyűzéskor elektromágneses hatásra sorakoztak a gép sorjázójába, ami végzetes hiba volt, mert az elektromágneses kapcsolások rendszere a szedőgépeknél nem bizonyult eléggé megbízhatónak.
Az amerikai Holt és Horton "Castaline" nevű soröntője (1912) csak azt bizonyítja, hogy minő képtelenségek tömkelegébe téved a "föltaláló zseni", ha kellő szakismeret és előtanulmány nélkül fog bele valamibe. A most szóban levő gépnél egy szedő kézzel szedegette össze a matricákat, a gép ezekről sort öntött, s egy másik szedő megint széjjelrakosgatta a matricákat a maguk helyére...
Az amerikai Davenportban 1913-ban megszületett a "Linograph", amely nemcsak név dolgában, hanem szerkezeti tekintetben is nagyon hasonlított a Linotype-ra. Valósággal testvére a Linotype "Ideal" nevű kisebb kiadásának. Olcsó s jó gép lévén: gyorsan terjedt, s a világháború lezajlása után a németországi Darmstadtban is gyártani kezdték, mégpedig "darmstadti szedőgép" néven, mert a "Linograph" szót a Linotype-társaság közben árujegyképpen bejegyeztette, s így szedőgéppel való vonatkozásban e szó Németországban azóta nem használható. Eleinte egy-, két- és hárommagazinos volt a "Linograph", de vagy négy esztendeje Amerikában egyszerre csak előállottak egy tizenkét-magazinos új modelljével. A Linotype-társaság ekkor jónak látta a "Linograph"-ot is megvásárolni.
Soröntő gép volt a Wolters meg Drewell "gyors-szedőgép"-e, amelyet tizennyolc-esztendős balsikerek és próbálkozások után megjavítottak és 1912-ben egy berlini, majd pedig 1914-ben egy magdeburgi nyomdában be is mutattak. Három részből állott: írógépből, tekercselő apparátusból és öntőgépből. Az írógép kartontekercset lyuggatott, meghatározva rajta a sor zárásához szükséges kizáró egységeknek milyenségét; a tekercselő apparátus átgombolyította a tekercset, hogy az ezután következő öntésmunka elölről kezdődhessék; az öntőgép végül elektromos kapcsolódásoknak segedelmével sorokat öntött a kartontekercs nyomán. A gép munkaképessége a föltalálók állítása szerint tizenhatezer betű volt óránkint, s "szedő sem kellett hozzá, mert a billentyűzést elvégezhette maga a szerkesztő is".
Érdekes gép volt a Londonban készült és a lipcsei nyomdaipari kiállításon 1914-ben bemutatott "Stringertype" is. Olyan Linotypenek nevezhetnők, amely egyes betűket önt. Mikor a sort leszedték rajta és az ékformájú kizáró darabokkal kellő szélességűvé tették: az öntő szerkezet elé került a sor, s itt a betűi egyenkint megöntődtek.
1919-ben a németországi E. W. Léger mérnök szerkesztett soröntő gépet. Nagyjából a Typographra hasonlított, de a matricái körforgásos elrendezésűek voltak, úgy mint a "Linotype junior"-nál is láttuk.
1921-ben megcsinálták Chicagóban a "Ludlow-Typograph" elnevezésű soröntőt. Tulajdonképpen csak a nagy címsorok szedésére és öntésére való ez a gép. Matricái a Linotypeéihez hasonlítanak, s szedőszekrényekben tartják őket. A szedő leszedi a matrica-sort, rámába zárja, s így az öntőgépbe helyezi, amely sort önt róla. E praktikus gépnek már a rákövetkező évben versenytársa támadt a szintén amerikai "American Typocraft" nevezetű gépben.
1922-ben Baltimore-ban ötmillió dolláros alaptőkével társaság alakult egy új soröntő gép: a Letsch-féle "Supertype" gyártására. A gép a Linotypehez hasonlít, de jóval egyszerűbb nála.
A clevelandi Bellows Benjamin "Electric Compositor" elnevezésű soröntő gépéről volt már szó. Ezt az érdekes gépet Petri-Palmedo Dávid mérnök a világ-háború után átkonstruálta, egyenkint százhuszonhét-csatornás négy magazinnal látta el, s minden tekintetben jól megjavította, úgyhogy 1924 körül már a Linotype legveszedelmesebb konkurensének ígérkezett a közben a "Standard Compositor" névre átkeresztelt új gép. Mi sem természetesebb, mint hogy a Linotype-társaság megvásárolta ezt is, mint annyi más elődjét...
Az egyes betűket szedő-öntő gépek diadalmas minta-képe 1894-től fogva a Monotype, amely bár a napilapoktól jobbára kiszorult: könyvek, s különösen erősen kevert szedésű szótárak, árjegyzékek, valamint táblázatos munkák szedésének előállítására igen jónak és gazdaságosnak bizonyult. Harmincöt-esztendős élete folyamán természetesen tömérdek kisebb-nagyobb újítást s javítást ért meg a Monotype is. Öntőszerkezetét "Monotype-Supra-Komplett" géppé fejlesztették, s hetvenkét pontig terjedően mindenféle betűt, léniát, űrtöltőt s quadrátumot önthetnek véle. A "DD" modellű Monotype-írógépnek kettős karton-orsója van, tehát két kartonszalagot is perforálhat egyszerre, aminek a következtében ugyanegy szöveget egyidőben kétféle formátumra és kétféle betűvel lehet az ily modellű gépeken megszedni.
A Monotype sikere utánzásra serkentette a professzionátus föltalálók egész sorát, úgy mint azt a soröntő gépeknél is alkalmunk volt már látni. A bevált alapeszméhez mindenki igyekszik új kis eszmécskéket hozzátapasztani.
Mérai Horváth Károly és Rozár "Elektrotypograph"-ja tulajdonképpen még nem volt ún. "konkurens", vagyis a Monotype sikereinek láttára készített gép, mert hiszen az első szabadalmai visszanyúlnak egészen 1885-ig, tehát megelőzik a Monotypeéit is. Méraiék zseniális elgondolású gépe azonban lassan készült: harminc esztendőn túl dolgoztak rajta, különösen sokat beszéltek róla a század elején. Általában a jövendő idők szedőgépének tartották még a legjava szakkörökben is, különösen amikor a nürnbergi Schuckert-féle elektromossági gyár vette kezébe a találmány ügyét, egyre-másra szabadalmaztatva rajta mindenféle praktikus újításokat s javításokat; mindamellett nem hozva kereskedelmi forgalomba a gépet az első világháború küszöbéig sem, amikor aztán véglegesen elhallgattak vele. A szakközönség azonban megismerhette, mert 1905-ben jó ideig működésben volt egy nürnbergi, 1908-ban pedig egy bécsi nyomdában.
Méraiék Elektrotyhographja a Monotypehez hasonlóan két részből állott: egy írógépszerű szerkezetből, amelyen a szedés történt, s egy öntőgépből, amely a betűket öntötte meg. Az írógépen való billentyűzés következtében fölül írógépes nyomat, oldalvást pedig négyszögletes lyukacskákkal perforált szalag készült, amely lyukacskáknak kitapogatása révén az öntőgép olyanformán önti meg a betűket, amint azt a Monotyperől szólván, megírtuk. A nagyszerű elgondolású gépnek végzete az elektromos kapcsolások rendszere volt, mely különösen az öntőszerkezetnél nem mutatkozott teljesen megbízhatónak.
A baltimore-i Fowler 1902-ben "Castotype" nevű egyes betűket öntő, szedő és a szedett sort kizáró gépet szabadalmaztatott. Különösen az összenyomható fémspáciumokkal dolgozó kizáró szerkezet igen gyarló volt ezen a gépen.
A booklyni Brooks A. 1904-ben készült "matricaöntő" gépén a sorzáráshoz való olyan kalkulációs készüléket láthatunk, mint aminő például a Monotype dobja is.
A "Diotype"-et már úgy 1905 körül is emlegették. Föltalálója a francia Pinel H. volt. Találmánya nagyjából a Monotypehez hasonlított, de írógépes készülékének munkáját jól el lehetett olvasni, akárcsak az Elektrotypographét. A gép, ha kellett, párosával is önthette a betűt; innen is kapta a "Diotype" nevet.
A Monotypehez hasonlóan: perforált papiros nyomán végezte az öntést a francia Benoit "Twoline" nevű gépe (1905). Egyes betűk helyett azonban sorokat öntött, mégpedig – ha szüksége került – párosával is.
Az elzászi Burg abbé 1905-ös gépe is nagyon hasonlított a Monotypehez, de a perforált kartonszalag után nem öntötte, hanem szedte a betűket.
Monotype-utánzat volt a New York-i Pearson-gép (1906), de az egyes betűk megöntése közvetlenül a billentyűzgetés következtében történt. Ez volt az eset a svájci Nikolaus Meier 1909-ben megkezdett; de még 1923 körül is sokat emlegetett gépénél is.
A Monotype konkurensének készült a bostoni Brand szépőgépe, a "Monoman" is, amelyet 1907 körül szabadalmaztattak. Tizenegy matricás pálcikája volt a szerkezetnek egyenkint tizenegy matricával; ezt a Monolineről "lopta" a föltaláló; a kizárási egységek megállapítására szolgáló önműködő számláló készülék pedig az Elektrotypograph ilyen rendeltetésű szerkezetéhez volt meglepően hasonló.
Az "Uni-Type-Bar" elnevezésű egyes betűket szedő és öntőgépet a Monotype sikereinek láttára kompilálta össze londoni csinálója. Háromféle betűt lehetett rajta szedni de minő betűket?! Csak a fejüket öntötte meg a gép; alul hornyosak voltak, aminél fogva – ha azt akarták, hogy normális betűmagasságúak legyenek, s így gyorssajtón is nyomtathassanak róluk – acéltalpakra kellett erősíteni a sorokat. Minden egyes sort külön-külön.
A "Standard-Monograph" is a Monotypere s az Elektrotypographra emlékeztetett a maga átlyuggatott papiros-tekercseivel. A gép "író"-szerkezete a billentyűzés nyomán hasítékokat vágott egy kartonszalagba, s ennek alapján az öntőszerkezet egyes betűket öntött. Az 1908-ban Berlinben bemutatott gép munkájában túlságosan nagy szerepe volt az elektromos kapcsolásnak.
"Typautotheta" volt a neve a frankfurti Otto Schmidt mérnök érdekes szedőgépének. A Monotypeéhez meglehetősen hasonlító írógépszerkezettel dolgozott, mely ugyancsak lyukacskákat vagdosott egy ún. végnélküli karton-tekercsbe. Az így kilyuggatott kézirat aztán a másik szerkezetbe került, amely azonban nem betűöntő-, hanem betű-szedőgép volt, s közönséges nyomdai típusokat sorzott egymás mellé, egészen automatikusan, legföllebb három-négy szedőgépnél egy ember fölügyelésével, már amint az akkori időkbeli szaklapok mondták. Egy-egy szedőgépnek munkaképessége huszonnégyezer n lett volna óránkint... De már az írógépen billentyűzgető munkás termelőképességét csupán óránkint való tizenkétezer betűre becsülte a föltaláló.
A berlini Schiepe s Friedmann "Rotartype" nevű egyes betűket szedő és öntő gépet szabadalmaztattak 1910-ben, de az első világháború miatt nem tudtak elkészülni véle.
Ugyancsak 1910-ben a krakkai Dropiowski is szabadalmaztatott egy a Monotype nyomán elképzelt gépet.
1911-ben Brooklynban megcsinálták az "Amalgamatype" nevű, egyes betűket szedő-öntő olyan gépet, amelynél a sorokat fémszalag tartja össze. A találmánnyal rövidesen elhallgattak, s a gép gyártására alakult nagytőkéjű részvénytársaság 1913-ban beleolvadt az Intertype-vállalatba.
A New York-i Nicholson és Ackermann 1912-iki szabadalmai szintén egy a Monotype alapeszméjén fölépült szedő-öntő gépre vonatkoznak.
A chicagói Thompson 1915-ben olyan szedő-öntő gépet konstruált, mely nagyjából a Monotype módjára, de Linotype-matricákról önt egyes betűket.
Az 1916-os angol "Discotype" szintén egyes betűket önt, de aztán sorokká forrasztja azokat össze.
Az 1924-es wembleyi brit birodalmi kiállításon "Monometer" néven egy a Linotypehez külsőleg nagyban hasonlító gépet mutattak be, amely azonban egyes betűket szed és önt, csak úgy, mint a Monotype. E gép nevét későbben – 1927-ben – "Supertype"-re változtatták.
Amint az egyes betűt szedő-öntő gépek mostani fölsorolásából látható: a szedőgépes munka ilyetén megoldásának is szép számmal vannak hívei, bár a folytonosan tökéletesülő Monotypenek egyetlen újabb gépszerkesztő műve sem tudott fölébe kerekedni.
A 20. század eleje óta akadt néhány fanatikusa annak a régimódi elképzelésnek is, amely egyszerűen a szedői fogások mechanikai utánzásával akarja elérni a szedésgyorsítás célját, így amint Hattersley, Kastenbein, Thorne és még vagy százan cselekedték azt a maguk idejében.
Az ebbe a csoportba tartozó, szorosabb értelemben vett betűszedőgépek közül a "Unitype" amerikai szerkezet volt, a Thorne- és Cox-féle gépek annyira való leegyszerűsítése, hogy egy ember is meggyőzte rajta a szedés és sorzárás munkáját; az osztást meg amúgy is automatikusan végezte a gép. Ez az 1902-ben kereskedelmi forgalomba hozott gép nagyon jól indult: 1904-1905 körül már több mint ötszáz kelt el belőle az Egyesült Államokban. Később a Linotype-társaság becserélte majdnem valamennyit, úgyhogy ma már alig működik belőle egy-kettő.
A régi "Empire"-hez hasonlító "Pulsometer"-t 1904-ben mutatták be Londonban. 1907-ben "Pulsotype"-re változtatták a nevét. Bár folytonosan javítgatták: a világháború után kiszorult a nyomdákból az a száz-száztíz példány is, amit korábban sikerült ott elhelyezni.
A "B. T. F. Typesetting Machine"-t szintén Londonban állították elő, s egyideig a "Morning Post"-nál dolgozott.
A Thorne-géppel rokon volt az amerikai "Universal" szedő- és osztógép (1908). Nemrégiben még részvénytársaság is alakult a gyártására.
1908 óta sokat emlegették a "Bhisotype" nevű öntőgéppel kapcsolatos szedőgépet; kilencven betűtartó csatornája mindig automatikusan telítődött meg. Az egyszer lenyomtatott betűt nem osztották el, hanem újra beöntötték, ami annál természetesebb volt, mert a föltaláló, az indiánus professzor S. A. Bhisey szerint nem kevesebb mint száznegyvennégyezer betűt lehetett az öntőgépem óránkint önteni. A szedőember munkaképességét már jóval kevesebbre taksálta Bhisey: csak óránkint való tizennyolcezer betűre, aminek következtében nyolc szedőgépet kellett egy-egy betűöntő gép mellé beosztani.
Hasonló koncepciójú gép volt a híres Frederick Wicks-é, aki tudvalevően óránkint hatvanezer típust öntő gyorsbetűöntő gépet is talált föl. Ezt a betűöntő szerkezetet kapcsolta össze a szedőgépével, amely azonban a hatvanezer – különben elég rossz öntésű – betűből csak két-háromezret tudott fölhasználni óránkint.
1909-ben egy Terell nevű ember szabadalmaztatott Amerikában egy olyan betűszedő gépet, amelyhez egész különleges betűk kellettek. Ugyanekkor a belga Lebrun és Delville, 1910-ben a kölni Hilgers, 1911-ben a New York-i Kelly, 1912-ben pedig az emdeni Michaelis próbálkoztak meg a Thorne-rendszer leegyszerűsítésével. Jobbára egy-emberes, kétségen kívül jó gépeik azonban a soröntő gépek mellett már nem juthattak szóhoz.
1913 körül még meglehetős érdeklődést keltett a Brüsszelben kiállított "Pantotype" szedő-, sorzáró- és osztógép. A sorzárás olyanformán történt ezen a gépen, hogy rugalmas cinkspáciumok a szükséghez mérten összenyomódtak a sor bensejében.
Ez a gép volt – úgy látszik – a tulajdonképpeni betűszedő-gépek utolsó mohikánja; azóta mintha megérezték volna még a legnaivabb föltalálók is, hogy ezen a téren és ilyen megoldással nincs többé mit keresniük.
Hogy a mostanában nagyban hirdetett kereskedelmi és irodai sokszorosító készülékek némelyikét – így a Rödertal- meg Roneo-félét – kisded Thorne- s Kastenbein-rendszerű szedő-osztó gépecskékkel látják el: nem igen vehető komolyan. Felnőtt emberek játékszere az ilyen primitív gépecske, de csak olyanoké, kiknek fogalmuk sincs arról: micsoda tudás és technikai bravúr kell ahhoz, hogy használható szedőgép és e géppel jó szedés állíttassék elő.
Nem volt komolyan vehető az a néhány mechanostereotípiai próbálkozás sem, amely még 1929 felé is föl-fölkísértett a régi világból. A szedőgépek múltja tekintetében teljesen tájékozatlan emberek csináltak csak ilyesmit, s csupán laikusok láthattak benne életrevaló dolgot.
Éppen úgy a logotípiás rendszerben is, amely utoljára 1924-ben hozta lázba a nyomdászathoz nem értőket. A szarajevói állami munkástőzsde vezetője, Szergej Baltik találta ki újra, s "Konvokal" nevet adott a találmányának. Mindenik mássalhangzó össze van benne öntve öt-öt magánhangzóval. A hozzávaló betűszekrénynek 242 rekesze van.

Valószínűen a Mérai Horváth Károly ideája továbbfejlesztéséül tekinthetők azok a kísérletek, amelyeket a dán Kundsen Hans végzett századunknak még az első évtizedében. Állítása szerint valami olyan készüléket talált ki, amelynek segítségével dróttalan táviratozás útján szedni tudott egy, a messzeségben fölállított Linotypeen. Első bemutatói balul ütöttek ki, és kinevették. De később, egy londoni bemutatójakor, sikerült elektromos sugaraival több méternyiről is hatást gyakorolnia a Linotype billentyűzetére. Találmányának azonban nyomdászati szempontból nem lévén különösebb gyakorlatias jelentősége: azóta el is feledték, hogy aztán 1929 elején a "Teletype Setter" képében újra föltámadjon az idea.
Az első világháború tovadübörgése után egy újabb szedőgép-típus megjelenését helyezték több oldalról is kilátásba: a fotografikus szedőgépét. Az idea az offsetmunka és a rotációs mélynyomtatás mind rohamosabb fejlődésének láttára, az újságok, könyvek stb. e nyomtató módozatok útján sokszorosíthatása célzatával született meg. Arról volt szó, hogy az újságok stb. szövegét a máig is használt öntött betűtípusok nélkül állíthassák elő, valami mondjuk a Linotypehez hasonló oly gépen, amely matricák helyett a betűk fémkeretbe foglalt apró üvegnegatívjaival avagy diapozitívjaival dolgozik. Ezek a betűképek billentyűzés következtében sorakoznak egymás mellé. Ha a sor megtelt, megkezdődik a fotográfiai kamara szerepe: fénysugár fut át a sor betűin, s a fölvétel készen áll a celluloid-filmen. Következik a második, harmadik stb. sor billentyűzése és átfotografálása. Ha egy hasábra való ilyen "szedés" együtt van: előhívóba kerül a film, majd rögzítődik, kimosódik, s azután esetleg már át is másolható a cinklemezre vagy a mélynyomtatásos vörösrézhengerre.

Két angol szabadalom, a Friese-Greene és a magyar Porzsolt Jenő-féle elgondolások tekinthetőek a fotografikus szedőgép fogantatásának. Különösen Porzsolt szabadalma egészen világosan megjelöli a célt: körlapon elhelyezett betűknek s hangjegyeknek fotográfuslencse által való szedésszerű összeállítását.
1901-ben Amerikában már részvénytársaság is alakult egy fotografikus szedőgéptalálmány kiaknázására. Mintegy három centiméteres fekete betűjű átlátszó kártyák sorzódtak e gépen egymás mellé, s ekképp sorrá alakulva: lefotografálódtak.
E társaság mihamar belebukott a vállalatába. Utána jó ideig hír sem hallatszott ilyes találmányokról.
Az angol Bawtree első szabadalma 1915-ből kelteződik. A háború után meg is építette érdekes kis gépét, amellyel a könyvszedés birodalmát vélte meghódíthatónak. 
A magyar Uher Ödön 1918 körül szedőszerkezetet csinált filmföliratok előállításához. E találmányba később belekapcsolódott dr. Czakó Elemér, az. egyetemi nyomda főigazgatója, s együttesen megszerkesztették a "Luminotype"-et. Ez a gép nagyszámú betűfajtával dolgozhat; a fotografáló lencse közelebbre vagy távolabbra állítása szerint ugyanegy betűmatricáról nonpareille, petit, borgisz vagy garmond betűnagyságot fotografál; a sorokat pontosan zárja, s vonalozni, ornamentálni is tud a gép. Gyártására 1929-ben részvénytársulat alakult Amerikában.
1922-ben az angol Robertson, Brown & Orell cég szabadalmaztatott fotografikus szedőgépet. S mert külsőleg a Linotype-hoz hasonlított: a "Photolino" nevet adták néki. A betűket soronként fotografálja, éppen úgy, miként az 1925 körül föltalált Dutton-féle "Photoline" nevű gép is. E két fotografikus szedőgép tehát nem csupán az elnevezés dolgában hasonlít egymáshoz.
1922-ben a szintén angol Hunter és August megcsinálták és a wembleyi kiállításon, majd pedig Berlinben be is mutatták a maguk "Monophoto" gépét, amely megint a Monotype-ra emlékeztet, s egyes betűket fotografál. 1926 őszén hatalmas reklámozó akcióval kezdték hirdetni a Hunter-gép jóságát, de ekkor már "Thotmic" volt a neve. Egy-egy gép ára akkoriban huszonnyolcezer pengő volt.
Mindezeknek a fotografikus szedőgépeknek a munkája offset- avagy mélynyomtatásos sokszorosításra van kalkulálva, vagyis az ólombetűkkel való szedési, összerakosgató munkát akarják véle a nyomdászatból kikapcsolni.
Offset- vagy mély nyomtatásos módon való sokszorosítás a célja a svájci eredetű, 1925-ben forgalomba került "Typar" írógépen való gépszedői munkának, meg még egynéhány más hasonló találmánynak is. A dolog éppenséggel nem új: Dement 1883-ban már litográfiai átnyomtatás céljára dolgoztatta a maga szedőgépét, éppen így a clevelandi Sears Charles 1903-ban, a brooklyni Timmis ("Lithotype") 1904-ben, a bécsi Strecker 1907-ben, a londoni Walton tiszteletes 1924-ben. A "Typar"-t rengeteg reklámozással eresztették útjára, de eddig csak az amerikai offset-nyomdákban tudtak belőle vagy ötvenet-hatvanat elhelyezni.